# Segona Guerra Bòer
La Segona Guerra Bòer (anglès: Second Boer War; neerlandès:  Tweede Boerenoorlog ; afrikaans: Tweede Boereoorlog), també coneguda com a Guerra dels Bòers, tingué lloc entre l'11 d'octubre de 1899 i el 31 de maig de 1902, entre l'Imperi Britànic i les dues repúbliques independents bòers de la República Sud-africana i l'Estat Lliure d'Orange. El conflicte es coneix, també, com a: Guerra Sud-africana, fora de Sud-àfrica; Guerra Anglo-bòer, entre molts sud-africans (anglès: Anglo-Boer war; afrikaans: Anglo-Boereoorlog); i, en afrikaans, com a Segona Guerra d'Alliberament (Tweede Vryheidsoorlog) o, simplement, com a Guerra Anglesa (Engelse oorlog).

## Orígens
Els orígens de la guerra són complexos, puix que provenien de més de dos segles de conflictes entre els bòers i l'Imperi Britànic. El 1806, els britànics van prendre possessió durant les Guerres Napoleòniques de la Colònia del Cap i durant les dècades següents, onades de bòers van emigrar del mandat britànic al Cap, primer per la costa oriental cap a Natal i, després que Natal fos annexionat el 1843, cap al nord i l'interior, creant dues repúbliques independents bòers: l'Estat Lliure d'Orange i la República Sud-africana, també anomenada República del Transvaal. Els britànics van reconèixer ambdues repúbliques boer el 1852 i 1854, però l'annexió del Transvaal el 1877 comportà la Primera Guerra Bòer el 1880-81. Després de les derrotes britàniques, principalment a la batalla de Majuba, es restaurà la independència del Transvaal, però subjecta a certes condicions, i les relacions van ser complicades.
Quan el 1886 es descobriren unes grans reserves d'or a la República Sud-africana arribaren grans onades de uitlanders (estrangers), principalment des de la Gran Bretanya, a la recerca de feina i fortuna. L'or va convertir el Transvaal en la nació més rica i potencialment més poderosa de l'Àfrica meridional, però també reeixí en el fet que el nombre de uitlanders arribà a superar al de bòers, precipitant confrontacions entre el vell ordre i el nou. Els conflictes per la política uitlander i els seus drets econòmics desembocaren en el fallat Raid Jameson de 1895. Aquest atac, comandat pel Dr Leander Starr Jameson (i que rebé el seu nom), Administrador de la Chartered Company a Rhodèsia, va portar-se a termeper tal d'encoratjar als uitlanders a Johannesburg; però l'alçament fracassà i les forces governamentals del Transvaal envoltaren la columna i capturaren als homes de Jameson abans que poguessin arribar a la ciutat.
Mentre que les tensions escalaven de nivell local a nivell nacional, hi hagué maniobres polítiques i negociacions per tal d'arribar a un compromís sobre els drets dels uitlanders, però de fet eren pel control de la mineria aurífera i pel desig britànic en incorporar el Transvaal i l'Estat Lliure d'Orange en una federació sota control britànic. Com que el nombre d'uitlanders britànics augmentava, els bòers reconegueren que la política que els britànics demanaven seria inevitablement en la pèrdua de la independència de la República Sud-africana. Les negociacions fracassaren i, al setembre de 1899, Joseph Chamberlain, el Secretari Colonial britànic envià un ultimàtum als Bòers, demanant-los la plena equiparació pels uitlanders residents al Transvaal. El President Kruger, davant el fet que no hi havia cap altra opció que la guerra, envià també ell un ultimàtum, donant 48 hores als britànics perquè retiressin totes les seves tropes de la frontera del Transvaal, llevat que volguessin que el Transvaal i l'Estat Lliure d'Orange (aliat del Transvaal) els declaressin la guerra. El rebuig de l'ultimàtum comportà la declaració de la guerra.

## Fases
La guerra va tenir 3 fases diferents. En un inici, els Bòers van llançar diversos atacs preventius al territori controlat pels britànics a Natal i a Colònia del Cap, assetjant les guarnicions de Ladysmith, Mafeking i Kimberley. Els bòers assoliren diverses victòries tàctiques a Colenso, Magersfontein i a Spionkop contra una contraofensiva britànica destinada a rellevar les tres setges.
La segona tingué lloc després de la introducció d'un gran nombre de soldats britànics a les ordres de Lord Roberts, en una nova ofensiva llançada el 1900 destinada a alliberar els assetjats, que aquest cop sí que tingué èxit. Després d'assegurar Natal i la Colònia del Cap, els britànics van poder envair Transvaal i capturar la seva capital, Pretòria, al juny del 1900.
Finalment, a inicis de març de 1900, els Bòer llançaren una guerra de guerrilles contra els britànics. Això marcà l'inici de la tercera fase de la guerra. Va estendre's dos anys, durant els quals els Bòer atacaren objectius com columnes de tropes, línies de telègraf, ferrocarrils i dipòsits i magatzems. En un esforç per tal de tallar els subministraments dels irregulars, els britànics, ara comandats per Lord Kitchener, van respondre amb una política de terra cremada, destruint les granges bòers i enviant als civils a camps de concentració.
El govern britànic esperava que la campanya només duraria uns mesos, i aquesta gradualment es tornà més i més impopular especialment després de les revelacions sobre les condicions als camps de concentració (on desenes de milers de dones i nens van morir de malalties i malnutrició). La demanda de pau portà a aturar les hostilitats i, el 1902, es signà el Tractat de Vereeniging. Les dues repúbliques quedaren integrades a l'Imperi Britànic, encara que els britànics estaven obligats a realitzar diverses concessions i reparacions al Bòer. La garantia d'una autonomia limitada de la zona finalment portà a la creació de la Unió Sud-africana. Les conseqüències de la guerra s'estengueren tant a la regió com a la política domèstica britànica. La guerra, coneguda com la darrera guerra imperial britànica, va ser la més llarga de totes elles, estenent-se durant gairebé 3 anys, la més cara (més de £200 milions) i la més desastrosa de totes les guerres britàniques entre 1815 i 1914.

## Rerefons

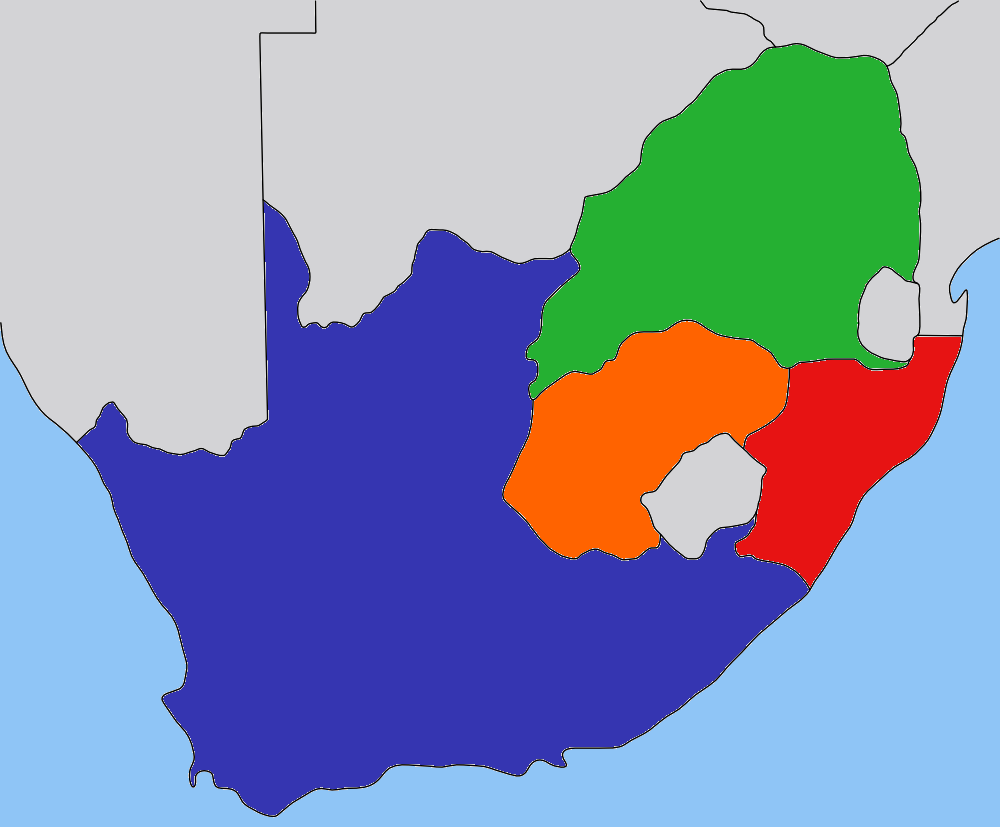
Geografia de la regió: la República Sud-africana (verd), l'Estat Lliure d'Orange (taronja), la Colònia del Cap britànica (blau) i Natal (vermell).

La zona meridional africana estava dominada al segle xix per diverses lluites èpiques per crear un sol estat unificat. Mentre que la Conferència de Berlín de 1884-85 provà d'esbossar les línies frontereres entre les possessions africanes de les potències europees, només va aplanar el camí per a futures disputes. Primer, els britànics provaren d'annexionar-se la República Sud-africana el 1880, i després, el 1899 tant la República Sud-africana com l'Estat Lliure d'Orange. El 1868, els britànics annexionaren Basutoland a les muntanyes de Drakensberg, després d'una crida de Moshesh, líder d'un grup barrejat de refugiats de les guerres zulús, que demanaren protecció als britànics davant els Bòers. A la dècada de 1880, Bechuanaland (actualment Botswana, situada al nord del riu Orange) esdevingué un territori en litigi entre els alemanys a l'oest, els bòers a l'est i els britànics al sud. Tot i que Bechuanaland no tenia cap mena de valor econòmic, la Ruta dels Missioners la travessava de nord a sud. Després que els alemanys annexionessin Damaraland i Namaqualand (actualment Namíbia) el 1884, els britànics annexionaren Bechuanaland el 1885.
Durant la guerra de 1880-81 els bòers del Transvaal mostraren ser uns lluitadors hàbils al resistir la temptativa britànica d'annexionar-los, resultant en una sèrie de derrotes britàniques. El govern britànic de William Gladstone no estava disposat a ser derrotat en una guerra distant, que requeria un enviament d'homes substancial i a expenses d'un alt nombre de baixes. Es signà un armistici, al qual seguí un tractat de pau amb el President del Transvaal Paul Kruger.
Però quan el 1886 es descobrí un gran jaciment d'or a uns 60km al sud de Pretòria, es tornaren a aviar els interessos imperialistes britànics. La veta, conegut localment com el "Witwatersrand" (literalment veta d'aigües ràpides, una separació d'aigües) contenia el dipòsit més gran del món de mineral d'or. Encara que aquest jaciment no era tan ric com els d'Austràlia o Canadà, la seva consistència el feia molt bo pels mètodes de mineria industrial. Amb el descobriment d'or al Transvaal, milers de britànics vingueren des de la colònia del Cap (anteriorment annexionada pels britànics) i de tot el món.
La ciutat de Johannesburg va créixer com un assentament informal a mesura que els uitlanders s'instal·laven prop de les mines. L'influx va ser tal que ben aviat els uitlanders van ser més nombrosos que els bòers a Johannesburg i al Rand, si bé encara eren una minoria al Transvaal. Els bòers, nerviosos i ressentits davant la creixent presència uitlander, van provar de contenir la seva influència requerint-los períodes de residència qualificada abans d'obtenir drets de vot, imposaren impostos sobre la indústria de l'or i establiren controls a través de les llicències, les tarifes i els requisits administratius. Així, entre els factors que van contribuir a l'augment de la tensió entre el govern del Transvaal per un costat i els Uitlanders i els interessos britànics per l'altre trobem que:
1. els uitlanders establerts, inclosos els magnats de les mines, volien un control polític, social i econòmic sobre les seves vides i tenir els seus drets, incloent una constitució estable, una justícia independent i un millor sistema educatiu. Per la seva part, els Bòer reconeixien que fer més concessions de les que ja s'havia fet als uitlanders augmentava la possibilitat que es perdés la independència del Transvaal i que fos absorbit per l'Imperi Britànic (havien aproximadament 30.000 homes blancs Bòer davant dels 60.000 Uitlanders.
2. els uitlanders estaven ressentits perquè els impostos abonats al govern del Transvaal no s'invertien a Johannesburg o en interessos uitlanders, sinó que es destinaven a qualsevol altra zona del Transvall. Per exemple. La dinamita necessària per a la mineria costava 5 lliures per caixa, a més de 5 xelins d'impostos. No només aquest impost era exorbitat, sinó que a més el President Kruger ofengué els interessos britànics quan donà el monopoli per a la fabricació d'explosius a una sucursal no britànica de la Companyia Nobel.[7] L'anomenat "monopoli de la dinamita" esdevingué un dels principals pretexts per la guerra.
3. els interessos imperials britànics s'alarmaren quan el 1894-95 Kruger proposà construir una línia ferroviària des de l'Àfrica Oriental Portuguesa fins a Badia Delagoa, evitant passar pels ports controlats pels britànics de Natal i Ciutat del Cap i així evitar les tarifes britàniques. En aquells moments, el Primer Ministre de la Colònia del Cap era, un home que tenia la visió dels britànics controlant Àfrica, des del Cap fins al Cairo.

Certs autoo-noments representants dels uitlanders i alguns propietaris de les mines cada cop més estaven més airats i frustrats pels tractes que tenien amb el govern del Transvaal; formant-se un Comitè de Reforma per tal de representar els uitlanders.

### L'Atac de Jameson

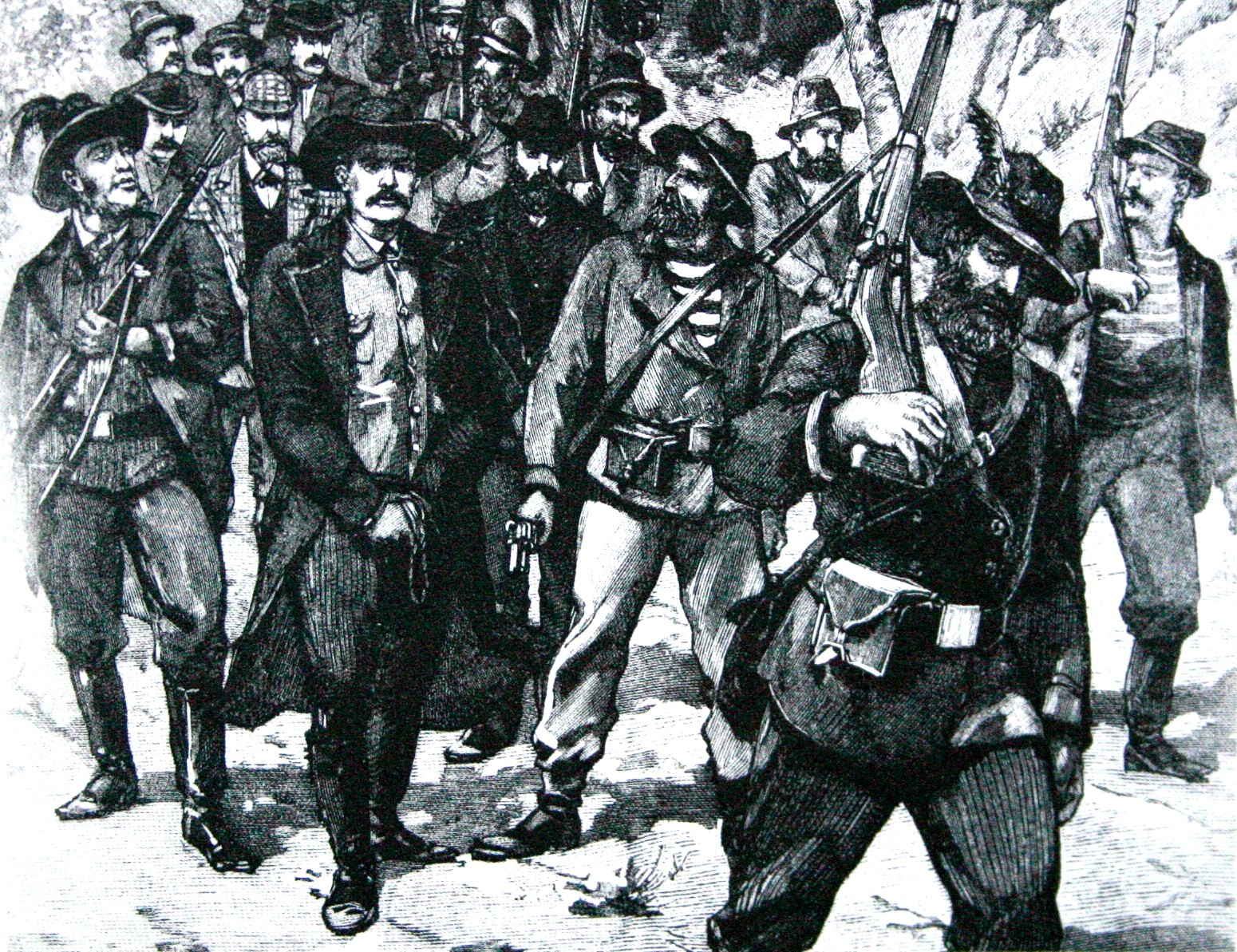
L'arrest de Jameson després de l'atac fracassat, al 1896

El 1895, es preparà un pla amb l'aprovació del Primer Ministre del Cap Cecil Rhodes, el magnat de l'or de Johannesburg Alfred Beit i (Alt Comissionat britànic per Sud-àfrica i Vicegobernador del Cap) per alliberar la ciutat de Johannesburg del control del govern del Transvaal. Una columna de 600 homes armats (principalment reclutats entre la policia de Rhodèsia i de Bechuanaland) va ser conduïda pel (l'administrador de la Companyia Britànica de l'Àfrica del Sud a Rodèsia, de la qual Rhodes n'era el President) es dirigia des de la frontera de cap Bechuanaland cap a Johannesburg. La columna estava equipada amb 6 metralladores Maxim, dos canons de muntanya de 7 lliures i una peça de 12 lliures i mitja. El pla era realitzar una marxa de 3 dies fins a Johannesburg abans que els comandos Bòer poguessin mobilitzar-se, i un cop allà, alçar en primer lloc als treballadors britànics expatriats (els uitlanders) organitzats pel Comitè de Reforma. Però les autoritats del Transvaal tenien notícies del pla i els atacaren des del moment en què travessaren la frontera. Quatre dies després, la columna quedà envoltada prop de Krugersdorp. Després d'un breu combat en el que la columna tingué 65 baixes (entre morts i ferits) i els Bòers només havien perdut un home, els homes de Jameson van ser envoltats i arrestats pels Bòers.
L'atac comportà repercussions per tota l'Àfrica meridional i a Europa. A Rhodèsia, la marxa de tants policies va permetre a les tribus Matabele i Mashona alçar-se contra la Chartered Company, i la revolta, coneguda com la Segona Guerra Matabele, només va ser suprimida amb un gran cost. Pocs dies després del raid, el Kaiser envià un telegrama (el telegrama Kruger) felicitant al President Kruger i al govern de la República Sud-africana pel seu èxit, i quan la premsa britànica en donà ressò, despertà un gran sentiment anti-alemany a l'opinió pública britànica. A l'equipatge de la columna atacant, amb gran vergonya pels britànics, els bòers trobaren telegrames de Cecil Rhodes i els altres conspiradors a Johannesburg. Joseph Chamberlain, el Secretari Colonial Britànic, es mogué ràpidament per condemnar el raid, tot i que anteriorment havia aprovat els plans de Rhodes per enviar suport armat en cas d'un alçament a Johannesburg. Subseqüentment, Rhodes va ser molt censurat al Cap i pel Parlament Britànic, sent forçat a dimitir com a Primer Ministre del Cap i com a President de la Chartered Company per haver patrocinat el fracassat cop d'estat.
El govern dels Bòers lliurà els presoners fets durant l'atac als britànics perquè fossin jutjats. El Dr. Jameson va ser jutjat a Anglaterra per haver encapçalat l'atac. Però la premsa britànica i la societat de Londres estaven plens de sentiments anti-bòers i anti-alemanys, i arribaren a tractar al Dr. Jameson com un heroi. Tot i ser condemnat a 15 mesos d'empresonament, posteriorment va ser recompensat amb el càrrec de Primer Ministre de la Colònia del Cap (1904-08) i darrerament se'l considera com un dels fundadors de la Unió de Sud-àfrica. Per conspirar amb Jamesos, els membres uitlanders del Comitè de Reforma van ser jutjats a Transvaal i van ser considerats culpables d'alta traïció. Van ser condemnats a morir penjats, però la sentència va ser commutada per la de 15 anys de reclusió, i al juny de 1896, els membres supervivents del Comitè van ser alliberats després que els britànics paguessin la fiança.
Jan C. Smuts va escriure el 1906 L'Atac de Jameson va ser l'autèntica declaració de guerra... tot i encara dels 4 anys de treva que seguien... els agressors van consolidar la seva aliança... mentre que els defensors es prepararen cruel i silenciosament per l'inevitable.

### L'escalada a la guerra

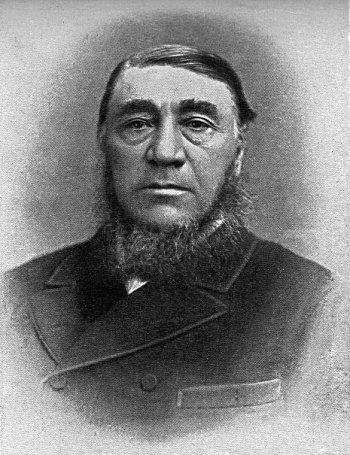
Paul Kruger, líder del República Sud-africana (el Transvaal), lliurà un ultimàtum de retirada en resposta a l'ultimàtum britànic de sobre els drets dels uitlanders, que va fer augmentar la tensió fins a portar la situació fins a l'estat de guerra

L'Atac de Jameson alienà a molts afrikaners del Cap dels britànics, i uní als bòers del Transvaal darrere del President Kruger i el seu govern. També va tenir l'efecte que ajuntà al Transvaal i a l'Estat Lliure d'Orange (presidit per Martinus Theunis Steyn) per oposar-se a l'imperialisme britànic. El 1897, es va concloure un pacte militar entre ambdues repúbliques. El President Kruger procedí a reequipar l'exèrcit del Transvaal i importà 37.000 dels darrers fusells Mauser, així com diversos dels models més moderns d'artilleria europea, incloent l'artilleria alemanya Krupp. L'exèrcit del Transvaal es transformà en un molt breu període, amb aproximadament 25.000 homes equipats amb fusells moderns i artilleria que podien mobilitzar-se en només dues setmanes. Però, tot i la victòria del President Kruger a l'incident del Raid de Jameson, no es resolgué el problema fonamental, que era com fer concessions als uitlanders sense rendir la independència del Transvaal.
El no poder atorgar drets pels uitlanders es transformà en un pretext per a la guerra, així com per justificar una creixent militarització a la Colònia del Cap. El ressò de la guerra arribà fins a colònies tan llunyanes com Austràlia. Diversos líders colonials claus afavoriren l'annexió de les repúbliques independents bòers, entre els quals trobem el Governador de la Colònia del Cap Sir Alfred Milner, el Primer Ministre del Cap Cecil Rhodes, el Secretari Colonial Britànic Joseph Chamberlain, i els propietaris del sindicat de mineria (Alfred Beit, Barney Barnato i Lionel Phillips). La creença era que els bòers no trigarien a ser derrotats, i planejaren i organitzaren una guerra curta, citant els greuges dels uitlanders com a motivació pel conflicte.
El President Steyn invità a Milner i a Kruger a assistir a una conferència a Bloemfontein, que començà el 30 de maig de 1899, però les negociacions es trencaren ràpidament, tot i les ofertes de concessions fetes per Kruger. El setembre del 1899, Chamberlain envià un ultimàtum exigint la plena equitat pels ciutadans britànics residents al Transvaal. Kruger, veient que la guerra era inevitable, presentà simultàniament el seu ultimàtum abans de rebre el de Chamberlain. Aquest donava als britànics 48 hores per retirar totes les seves tropes de la frontera del Transvaal; o si no el Transvaal, aliat amb l'Estat Lliure d'Orange, els declararia la guerra.
Les notícies de l'ultimàtum arribaren a Londres el dia que expirava; i les respostes principals van ser l'ultratge i el riure. L'editor del Times va riure quan el llegí i el denuncià com una farsa extravagant. The Globe denunciava aquest petit estat escandalós. La majoria dels editorials van seguir les petjades del Daily Telegraph, que afirmava que evidentment només pot haver una resposta a aquest desafiament grotesc. Kruger ha demanat una guerra i una guerra li donarem!.

## Primera fase: L'ofensiva Bòer (octubre – desembre 1899)
L'11 d'octubre de 1899 es declarà la guerra. Els bòers no van tenir problemes amb la mobilització, a causa del fet que els ferotgement independents bòers no tenien unitats regulars (a part dels Staatsartillerie d'ambdues repúbliques). Quan els amenaçava un perill, tots els burghers (ciutadans) d'un districte formaven una unitat militar anomenada commando i elegia als oficials. Un oficial a temps complet anomenat Veldkornet mantenia les llistes, però no tenia poders disciplinaris. Cada home portava la seva pròpia arma i els seus caballs. Els Presidents de les Repúbliques signaven el decret perquè es concentressin en una setmana, i podien reunir entre 30 i 40.000 homes.
Encara que en un inici semblava que no costaria gaire pels britànics guanyar a aquells grangers, ben aviat es veié que hi hauria problemes. El que els bòer presentaven era una guerra mòbil i innovadora, basant-se en les seves experiències de la Primera Guerra Bòer i en les estratègies que aparegueren durant la Guerra Civil Americana. Els bòers eren grangers que havien passat tota la seva vida treballant com a grangers i caçadors. Com a caçadors, havien après a disparar per cobrir-se, des d'una posició estirada, disparant el primer tret acuradament, perquè si fallaven podien rebre una greu ferida, sinó morir. En les reunions de comunitats, les competicions de punteria eren una activitat principal, i practicaven disparant a objectius com ous de gallina situats a 90metres. Eren experts en l'ús de la cavalleria lleugera, usant qualsevol racó per cobrir-se, des d'on podien llançar un foc destructiu usant els seus moderns rifles Mauser. A més, preparant-se per a les hostilitats, els bòers havien adquirit un centenar dels darrers canons de cam Krupp, dispersats entre les diverses unitats; així com diversos canons de setge Le Creusot "Long Tom". L'habilitat dels Bòers per convertir-se en artillers de primera classe els mostrà com uns versàtils adversaris.

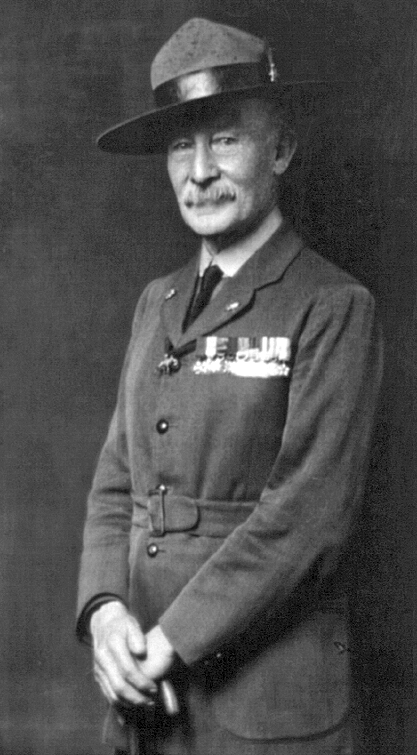
El Setge de Mafeking s'estendria durant 217 dies. El Tinent general Baden-Powell comandà la defensa de la ciutat contra l'ofensiva bòer

Els bòers atacaren primer el 12 d'octubre a Kraaipan, un atac que anuncià la invasió de la colònia del Cap i la colònia de Natal entre octubre de 1899 i gener de 1900. amb elements com la velocitat i la sorpresa, els bòers arribaren ràpidament a la principal guarnició britànica de Ladysmitgh i a les menors de Mafeking i Kimberley. La ràpida mobilització bòer resultà en uns primers èxits militars contra unes afeblides tropes britàniques.
Sir George Stuart White, comandant de la divisió britànica a Ladysmith, havia permès imprudentment al Major General Penn Symons a dirigir una brigada a la ciutat de mines de carbó de Dundee, que estava envoltada de turons. Així es convertí en el primer combat de la guerra, la batalla del turó Talana. Els bòer començaren a bombardejar les tropes britàniques des del cim del turó Talana a l'albada del 20 d'octubre. Penn-Symons contraatacà ràpidament. La seva infanteria expulsà els bòers del turó, però a un cost de 464 baixes britàniques, incloent al mateix Penn Symons.
Un altre cos bòer ocupà Elandslaagte, situada entre Ladysmith i Dundee. Els britànics, a les ordres del Major General John French i del Coronel Ian Hamilton atacaren per netejar les línies de comunicacions fins a Dundee. La batalla d'Elandslaagte va ser una victòria tàctica britànica, però sir George White tenia que més bòers poguessin atacar la seva posició principal i ordenà una retirada caòtica des de Elandslaagte, llençant qualsevol avantatge adquirit. El destacament de Dundee va veure's obligat a realitzar una retirada esgotadora camp a través per reunir-se amb el cos principal de White.
Mentre que els bòers envoltaven Ladysmith i obrien foc sobre la ciutat amb artilleria de setge, White ordenà una gran sortida contra les posicions d'artilleria bòer. El resultat va ser un desastre, amb 140 homes morts i uns 1000 capturats. Així, començà el setge de Ladysmith, que durà diversos mesos.
Mentrestant, al nord-oest de Mafeking, a la frontera amb el Transvaal, el Coronel Baden-Powell havia reunit dos regiments de tropes locals, formats per uns 1.200 homes, per atacar i crear diversions si les coses al sud no anaven bé. Mafeking, sent un nus ferroviari, oferia facilitats per rebre subministraments i era el lloc lògic perquè Baden-Powell es fortifiqués i es preparés per a aquests atacs. Però, en lloc de ser l'agressor, Baden-Powell i Mafeking van ser forçats a defendre's quan 6.000 bòers comandats per Piet Cronje, intentaren assaltar la ciutat. Però ben aviat els bòer es prepararen per a fer rendir la posició per fam, i el 13 d'octubre s'iniciaria el Setge de Mafeking, que duraria 217 dies.
Finalment, a uns 300km al sud de Mafeking estava la ciutat de Kimberley i les seves mines de diamants, que també era objecte d'un setge. Encara que no tenia una rellevància militar especial, representava un enclavament de l'imperialisme britànic a les fronteres de l'Estat Lliure d'Orange, la qual cosa la feia un objectiu d'importància pels bòers. Des d'inicis de novembre, uns 7.500 bòers començaren el setge, de nou intentant que la ciutat es rendís per la fam. Malgrat el bombardeig bòer, i que dels 40.000 habitants de la ciutat només 5.000 estaven armats, no hi havia pas temor al setge perquè la ciutat tenia els magatzems plens. La guarnició estava comandada pel tinent coronel Robert Kekewich, si bé Cecil Rhodes també va ser una preeminent figura en la defensa.
La vida d'assetjat va omplir de víctimes provinents dels soldats defensors i dels habitants de les ciutats de Mafeking, de Ladysmith i de Kimberley, i l'aliment començà a faltar després d'unes poques setmanes. A Mafeking, Sol Plaatje va escriure que he vist per primera vegada com la carn de cavall era tractada per al consum humà. Les ciutats assetjades, a més de la fam, hagueren de patir el constant bombardeig d'artilleria, convertint els carrers en un lloc perillós. Prop del final del setge de Kimberley, s'esperava que els Bòers intensificarien el bombardeig, així que Rhodes publicà un ban encoratjant la gent perquè es desplacés als túnels de les mines per a protegir-se. Els ciutadans s'espantaren, i la gent omplí els pous de les mines durant 12 hores. Encara que el bombardeig mai no va tenir lloc, això no va fer disminuir les preocupacions dels civils. La gent més sana de la ciutat, com Cecil Rhodes, es refugiaren al Sanatori (actualment el McGregor Museum); mentre que la població pobre, especialment els negres, no van tenir cap mena de refugi durant els bombardeigs.

## Primeres temptatives britàniques de relleu

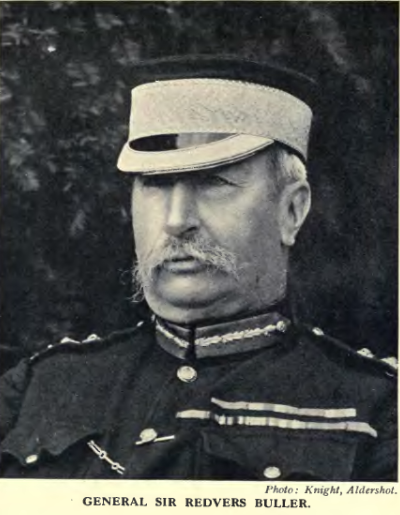
El General Redvers Henry Buller llançà una ofensiva contra els bòers a les primeres fases de la guerra, però després d'una sèrie de derrotes que culminaren a Colenso, va ser substituït pel Comte Roberts

Va ser en aquest punt que el General Sir Redvers Henry Buller, un comandant molt respectat, arribà a sud-àfrica amb reforços considerables (incloent un cos d'exèrcit format per 3 divisions). Originalment, Buller intentà llançar una ofensiva a través de la principal línia ferroviària des de Ciutat del Cap fins a Pretòria passant per Bloemfontein. Trobant-se que les tropes britàniques existents a Sud-àfrica es trobaven sota setge, dividí el seu Cos en diversos destacaments per poder rellevar les guarnicions assetjades. Un cos, format pel tinent general Lord Methuen va seguir per la via fèrria occidental cap al nord per rellevar Kimberley i Mafeking. Una força menor, formada per uns 3.000 homes i comandada pel major general William Gatacre, va dirigir-se al nord fins a Sotrmberg, per assegurar el districte dels Cape Midlands dels atacs bòers i de les rebel·lions locals dels habitants bòers. Finalment, el mateix Buller dirigiria el cos principal per rellevar Ladysmith a l'est.
Els resultats inicials d'aquesta ofensiva van ser diversos, amb Methuen guanyant diverses batusses sagnants a Belmont el 23 de novembre, Graspan el 25 i al riu Modder el 28, que finalitzà amb unes pèrdues pels britànics de 71 morts i 400 ferits. Els comandants britànics actuaven segons les lliçons apreses a la Guerra de Crimea, i estaven adaptats a situar les peces de batalló i regiment amb columnes maniobrant en jungles, deserts i regions muntanyoses; però el que no van poder comprendre va ser l'impacte del foc destructiu llançat des de posicions atrinxerades ni la capacitat de maniobra que s'havien desenvolupat a la Guerra Civil Americana. Els britànics van anar a la guerra amb unes tàctiques antiquades, i sovint també amb un armament antiquat, contra unes tropes bòers mòbils amb el foc destructiu dels seus Mausers moders, els darrers canons Krupp i les seves tàctiques innovadores.
La quinzena central de desembre va ser desastrosa per a l'exèrcit britànic. En un període conegut com la Setmana Negra (10-15 de desembre de 1899) els britànics patiren una sèrie de greus derrotes a Magersfontein, Stormberg i Colenso.
El 10 de desembre, el General Gatacre intentà reconquerir el nus ferroviari de Syormberg, a uns 65km al sud del riu Orange. L'atac de Gatacre va quedar marcat per una sèrie de planxes administratives i tàctiques, i la batalla de Stormberg acabà amb una derrota britànica, amb 135 morts i ferits, així com 2 canons i 600 soldats capturats.
A la batalla de Magersfontein l'11 de desembre, els 14.000 homes de Methuen intentaren capturar una posició bòer per rellevar Kimberley. Finalitzà en un desastre, quan la Brigada Highland va caure davant l'acurat foc bòer. Després de patir una calor intensa i set durant 9 hores, i es retiraren en desordre. Els comandants bòers, Koos de la Rey i Piet Cronje, havien traçat una pla per cavar les trinxeres a un lloc gens convencional per confondre als anglesos i donar als seus fusellers un major radi de foc. El pla funcionà i la seva tàctica ajudà a escriure la doctrina de la supremacia de les posicions defensives, usant armes petites modernes i fortificacions atrinxerades. Els britànics van tenir 120 morts i 690 ferits, i no van poder rellevar ni Kimberley ni Mafeking.
Però el punt culminant de la Setmana Negra va ser la batalla de Colenso el 15 de desembre, on 21.000 soldats britànics, comandats pel mateix Buller, intentà travessar el riu Tugela per rellevar Ladysmith, on hi havia esperant-los 8.000 bòers del Transvaal, comandats per Louis Botha. Amb una combinació d'artilleria i un foc de fusell acurat, i un millor ús de terreny, els bòers van rebutjar totes les temptatives britàniques per travessar el riu. Després que fracassessin els primers atacs, Buller ordenà una retirada, abandonant molts homes ferits, diverses unitats aïllades i deu canons de campanyes que van ser capturats pels homes de Botha. Els britànics van comptabilitzar 145 morts i 1.200 ferits o desapareguts; mentre que els bòers només van patir 40 baixes.

## Segona fase: l'ofensiva britànica de gener fins a setembre de 1900

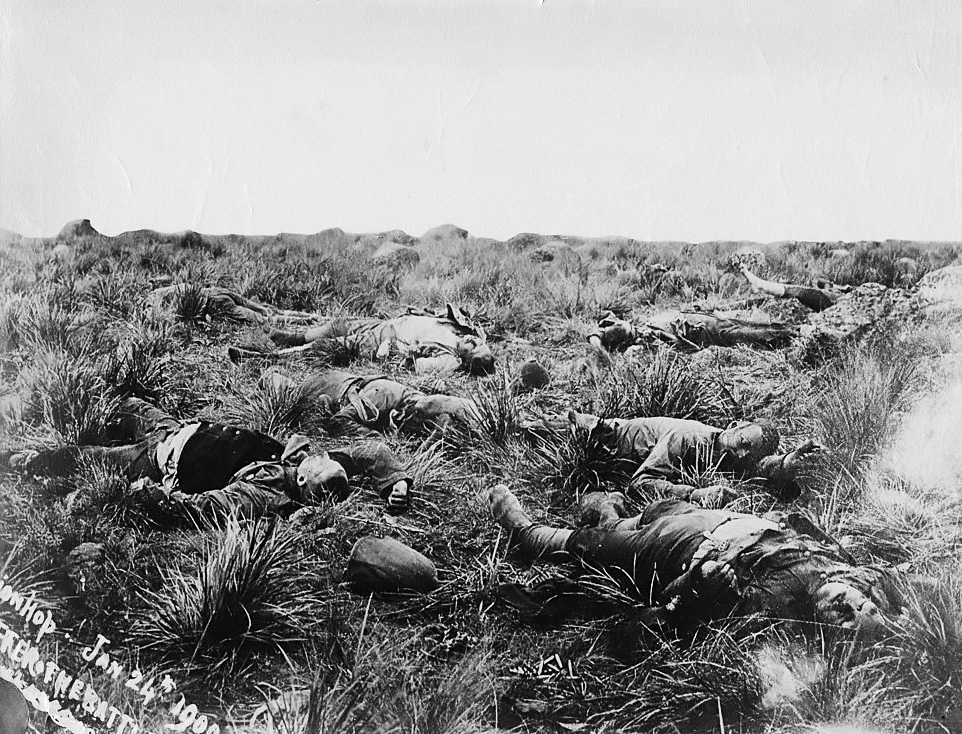
Soldats britànics jeuen morts al camp de batalla després de la batalla de Spion Kop, el 24 de gener del 1900

El govern britànic es va prendre malament aquestes derrotes, i com que els setges prosseguien, es decidí enviar dues divisions més, a més d'un gran nombre de voluntaris colonials. Al gener del 1900 aquest era el major cos que els britànics havien enviat mai a ultramar, comptabilitzant uns 180.000 homes.
Mentre que esperaven per rebre aquests reforços, Buller va fer un nou intent per rellevar Ladysmith travessant el Tugela a l'oest de Colenso. El major general Charles Warren, subordinat de Buller, aconseguí travessar amb èxit el riu, però hagué d'encarar-se amb una posició defensiva fresca en un turó prominent conegut com a Spion Kop. A la batalla conseqüent, les tropes britàniques capturaren el cim del turó gràcies a la sorpresa durant les primeres hores del 24 de gener de 1900, però quan va pujar la boira se n'adonaren massa tard que els canons bòers emplaçats als turons dels voltants els estaven apuntant. La resta del dia va resultar un desastre causat per les pobres comunicacions entre Buller i els seus comandants. Entre ells s'enviaren ordres contradictòries, amb oficials per un costat ordenant una retirada del turó, mentre que altres oficials ordenaven que se'ls enviessin reforços frescos. El resultat va ser 350 homes morts i uns 1.000 ferits, a més d'haver-se de retirat a través del riu Tugela fins a territori britànic. Els bòer van tenir unes 300 baixes.
Buller atacà Louis Botha de nou el 5 de febrer a Vaal Krantz, tornant a ser derrotat. Buller es retirà aviat, quan semblà que els britànics podien quedar aïllats en un cap de pont exposat al Tugela, i començà a ser anomenat Sir Reverse per alguns dels seus oficials.
Al prendre personalment el comandament a Natal, Buller havia permès que la direcció general de la guerra es difuminés. Donada la preocupació per la seva actuació i els informes negatius del camp, va ser substituït com a Comandant en Cap pel Mariscal de Camp Lord Roberts. Igual que Buller, Roberts també intentà atacar directament per la línia ferroviària entre Ciutat del Cap i Pretòria però, també com li havia passat a Buller, va veure's obligat a rellevar les posicions assetjades. Deixant a Buller al comandament a Natal, Roberts dirigí la seva força principal prop del riu Orange i per la via ferroviària occidental al costat de la força de Methuen al riu Modder, preparant-se per fer un moviment de flanc per rellevar a Kimberley.
Excepte a Natal, la guerra s'aturà. Llevat d'algun atac a Ladysmih, els boèrs no van fer cap temptativa per capturar les ciutats assetjades. A Cape Midlands, els bòers no van explotar la seva victòria a Stormberg, i van perdre l'oportunitat de capturar el nus ferroviari de Colesberg. Al sec estiu, els caballs dels bòers es mostraven febles, i moltes famílies s'uniren als seus homes a les línies de setge, entorpint l'exèrcit de Cronje.
Roberts llançà el seu atac principal el 10 de febrer de 1900, i tot i que hagué de superar una llarga línia de subministraments, aconseguí superar pel flanc els bòers que defensaven Magersfontein. El 14 de febrer, una divisió de cavalleria a les ordres del major general John French llançà un gran atac per rellevar Kimberley. Tot i rebre un foc sever, la càrrega de cavalleria aconseguí trencar les defenses bòers els 15 de febrer, obrint el camí perquè French pogués entrar a Kimberley aquell vespre, acabant els seus 124 dies de setge.
Mentrestant, Roberts perseguí als 7.000 homes de Piet Cronje, que havien abandonat Magersfontein per dirigir-se a Bloemfontein. La cavalleria del general French rebé l'ordre d'ajudar en la persecució, embarcant-se en una èpica persecució de 30 milles fins on Cronje provava de travessar el riu Modder. A la batalla de Paardeberg del 18 al 27 de febrer, Roberts envoltà l'exèrcit en retirada del general Piet Cronje. El 17 de febrer, un moviment en pinça involucrant tant la cavalleria de French com el principal cos britànic per intentar capturar les posicions atrinxerades, però els atacs frontals van ser sense coordinació i els bòers van aconseguir rebutjar-los fàcilment. Finalment, Roberts començà a bombardejar a Cronje fins a la que es rendí, però li costà 10 dies durant els quals les tropes britàniques havien emprat les aigües brutes del riu Modder per beure, resultant en una epidèmia de tifus que provocà la mort a molts homes. Finalment, el general Cronje va ser obligat a rendir-se amb 4.000 homes.

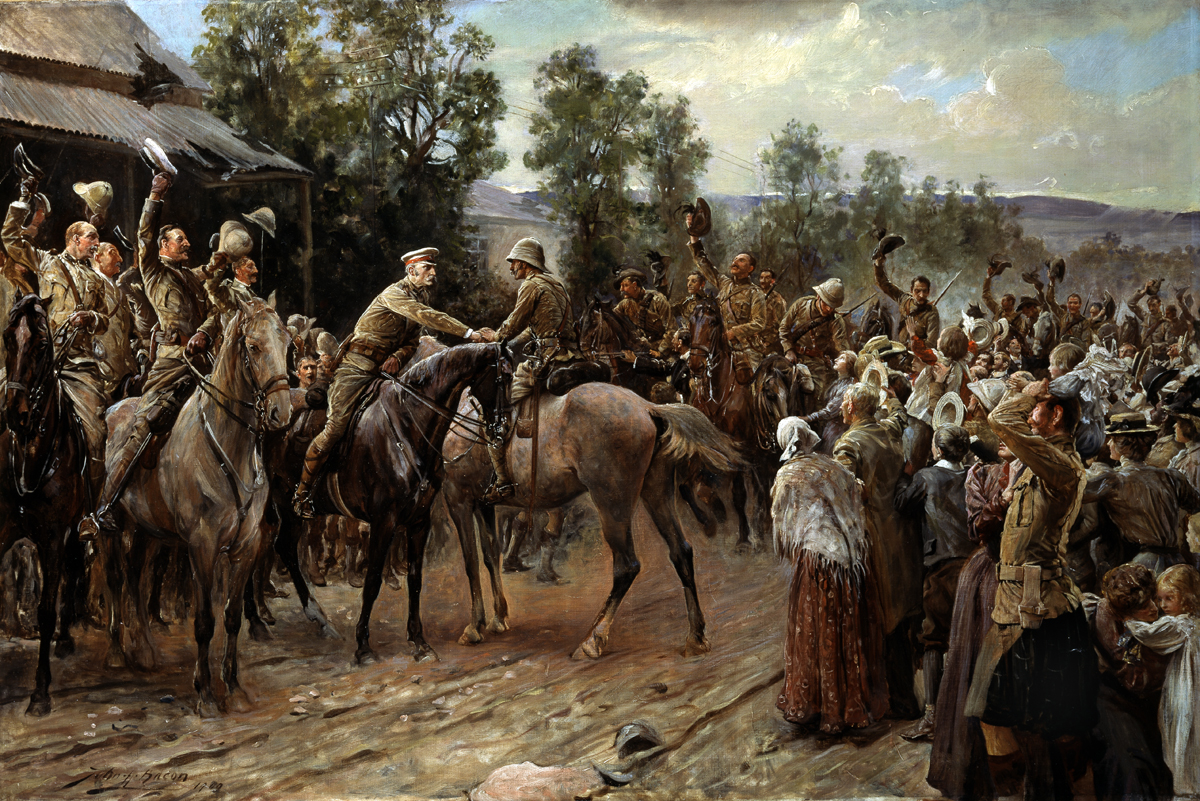
El relleu de Ladysmith. Sir George Stuart White rep al Major Hubert Gough el 28 de febrer.

A Natal, Buller començà la seva quarta temptativa per rellevar Ladysmith el 14 de febrer. Malgrat els reforços, el seu progrés va ser penosament lent. Però el 26 de febrer, després de llargues deliberacions, Buller usà totes les seves forces per un atac general per primera vegada, aconseguint forçar la travessia del Tugela i derrotar les tropes de Botha al nord de Colenso. El Relleu de Ladysmith arribà després de 118 dies de setge, l'endemà de la rendició de Cronje, i a un cost de 7.000 baixes britàniques.
Després d'una sèrie de derrotes, els Bòers s'adonaren que davant aquella superioritat en nombre de tropes tenien poques oportunitats de derrotar els britànics, caient la moral en picat. Llavors, Roberts avançà cap a l'Estat Lliure d'Orange des de l'oest, fent que els bòers haguessin de combatre a Poplar Grove i capturar Bloemfontein, la capital, gairebé sense oposició, el 13 de març, amb els bòers escapant. Mentrestant, destacà un petit grup per rellevar a Baden-Powell, i l'alliberament de Mafeking el 18 de maig de 1900 provocà riades de celebracions a Gran Bretanya.
El 28 de maig, l'Estat Lliure d'Orange va ser annexionat i passà a anomenar-se Colònia del Riu Orange.
Després d'haver-se vist obligat a retardar-se durant diverses setmanes a Bloemfontein per la mancança de subministraments i una epidèmia de febre tifoide (causada per la pobra higiene i per beure aigua en mal estat a Paardeburg), Roberts tornà a avançar. Durant 10 dies va veure's obligat a aturar-se de nou a Kroonstad, de nou per la mancança de subministraments i medicaments, però finalment va capturar Johannesburg el 31 de maig i Pretoria, capital del Transvaal, el 5 de juny. El primer a penetrar a Pretòria va ser el tinent William Watson, dels Fusellers Muntats de Nova Gal·les del Sud, que va convèncer els bòers perquè es rendissin (abans de la guerra, els bòers havien construït diversos forts al sud de Pretoria, però van retirar la seva artilleria per usar-la al camp, i Pretòria va poder ser conquerida sense combatre). Això va permetre a Roberts declarar el final de la guerra, després d'haver conquerit les ciutats principals i així, el 3 de setembre del 1900, l'Imperi Britànic s'annexionà formalment la República Sud-africana.
Els observadors britànics creien que la guerra s'acabaria després de conquerir les dues capitals. Però els bòers constituïren de manera temporal la ciutat de Kroonstad com a capital de l'Estat Lliure d'Orange, i planejaren llançar una campanya de guerrilles per atacar les línies de comunicació i subministraments britàniques. El primer combat d'aquesta nova forma de guerra va ser al Correu de Sanna el 31 de març, quan 1.500 bòers, sota el comandament de Christiaan De Wet, van atacar els treballs acuifers de Bloemfontein a uns 35km de la ciutat, i emboscaren un comboi britànic molt escortat, resultant amb 155 baixes britàniques i la captura de 7 canons, 117 vagons i 428 soldats.

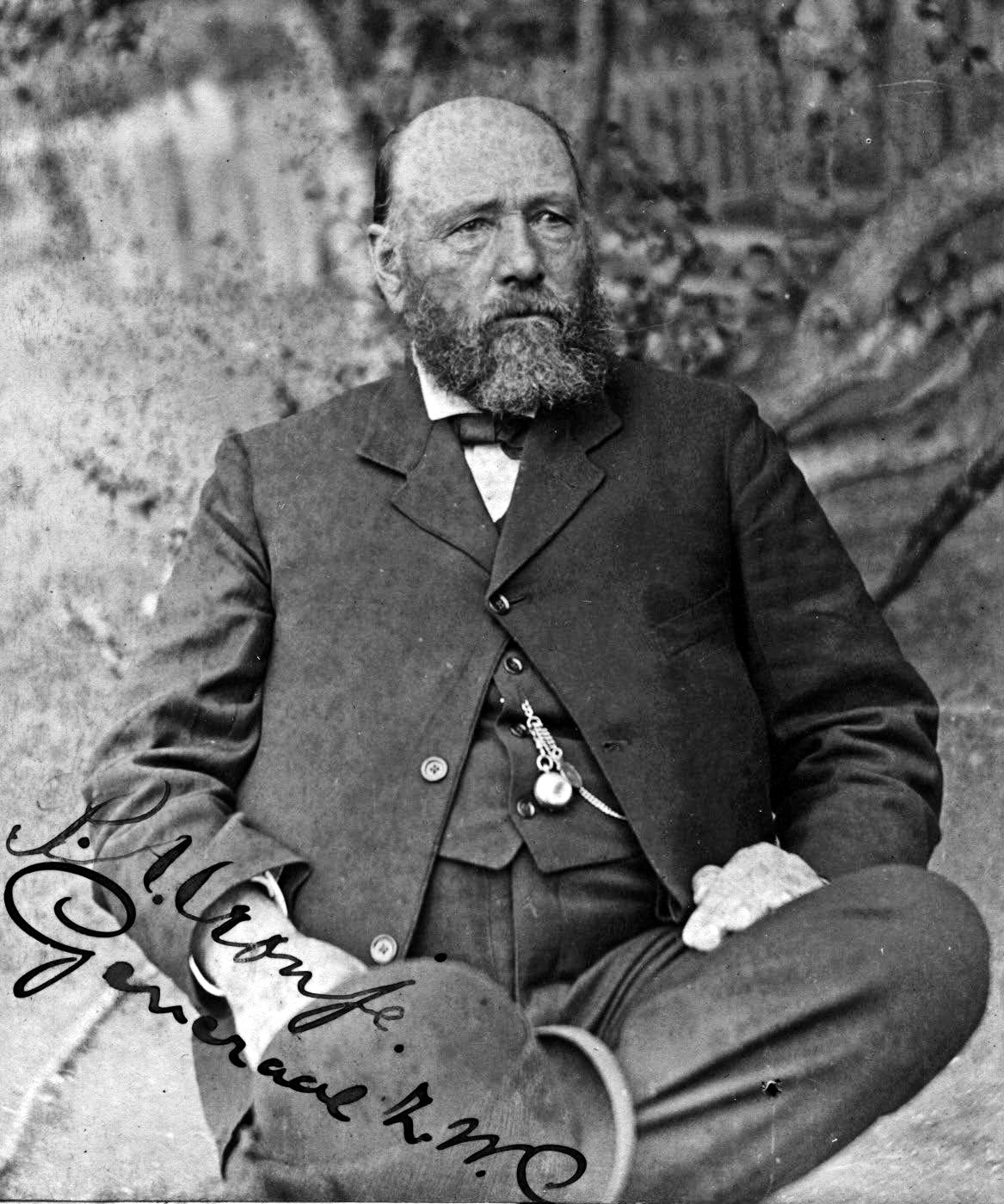
El general Piet Cronjé com a presoner de guerra a Santa Elena, 1900-02. Va ser capturat, juntament amb 2.500 homes sota les seves ordres, després de perdre la batalla de Paardeberg.

Després de la caiguda de Pretòria, una de les darreres batalles formals va ser la de Diamond Hill, entre l'11 i el 12 de juny, on Roberts provà d'allunyar les restes de l'exèrcit bòer lluny de Pretòria. Tot i que Roverts aconseguí expulsar els bòers del turó, el comandant bòer, Louir Botha, no ho va veure pas com una derrota, ja que ocasionà més baixes als britànics que no pas les que ell va patir (162 contra 50).
En aquest moment de la guerra, el President Kruger i el que quedava del govern del Transvaal es retiraren cap al Transvaal oriental. Roberts, reforçat per tropes de Natal a les ordres de Buller, avançà contra els bòers, superant la darrera posició defensiva a Bergendal el 26 d'agost. Mentre que Roberts i Buller seguien mitjançant la línia ferroviària cap Komatipoort, Kruger sol·licità asil polític a l'Àfrica Oriental Portuguesa (l'actual Mosambic). Molts bòers desmoralitzats també ho van fer, i els britànics van poder capturar molt material bèl·lic. Però, el cor dels combatents bòers es dirigí cap a les muntanyes de Drakensberg al Transvaal, dirigint-se cap al nord. En les noves condicions de la guerra, l'equipament pesant no s'usava, i no va representar una gran pèrdua.
Com que hi havia molta simpatia cap als bòers a l'Europa Continental, a l'octubre, el President Kruger i els membres del govern abandonaren Sud-àfrica a bord del vaixell de guerra neerlandès De Gelderland, enviat per la Reina Guillermina dels Països Baixos, simplement ignorant el bloqueig naval britànic de Sud-àfrica. L'esposa de Paul Kruger estava massa malalta per viatjar i continuà a Sud-àfrica, on va morir el 20 de juliol de 1901 sense haver-lo tornat a veure. El President Kruger primer es dirigí a Marsella, i d'allà, als Països Baixos, on es va estar una temporada, fins a traslladar-se finalment a Clarens, Suïssa, on va morir a l'exili el 14 de juliol del 1904.

### Els presoners de guerra són enviats a ultramar
La primera tongada considerable de bòers presoners de guerra capturats pels britànics van ser els capturats a la batalla de Elandslaagte el 21 d'octubre de 1899. En un inici van ser posats en vaixells, però a mesura que creixien en nombre, els britànics decidiren que no els volien localment. La captura de 400 presoners al febrer de 1900 va ser un punt clau, ja que va fer adonar als britànics que no podien tenir tots els presoners a Sud-àfrica. Els britànics temien que podrien despertar les simpaties locals; a més del fet que si ja tenien problemes per portar subministraments a les seves tropes, aquests problemes s'incrementarien per haver d'alimentar als presoners. Per tant, els britànics decidiren enviar molts presoners a ultramar.

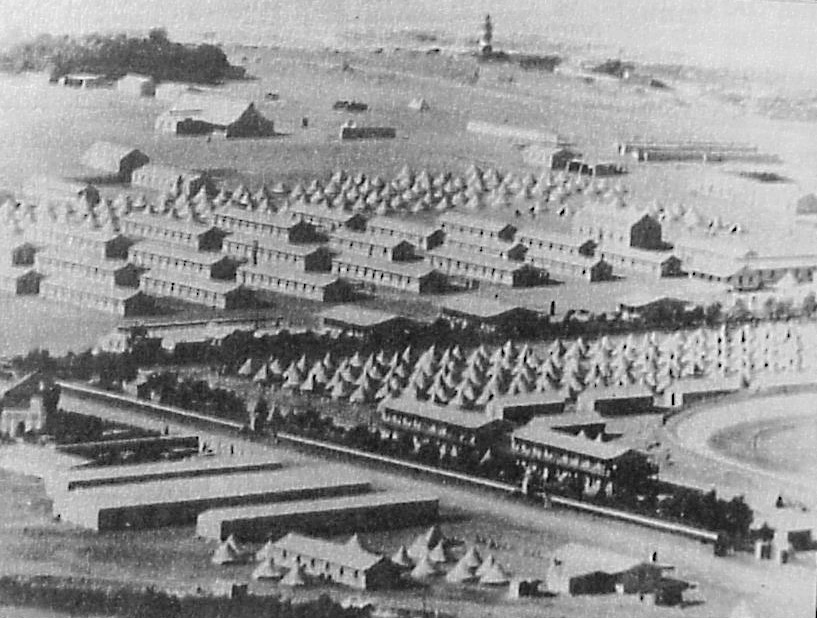
Un camp de trànsit de presoners de guerra prop de Ciutat del Cap durant la guerra. Els presoners eren internats allà temporalment abans de ser enviats a altres parts de l'Imperi Britànic.

El primer camp de presoners (fora de l'Àfrica continental) va obrir-se a l'illa de Santa Elena, camp que va allotjar fins a 5.000 presoners. Uns 5.000 més van ser enviats a Ceilàn. D'altres van ser enviats a Bermuda, Índia. No existeixen proves que presoners de guerra bòers fossin enviats als Dominis de l'Imperi Britànic, com Austràlia, Canadà o Nova Zelanda.
En total, uns 26.000 Bòers van ser enviats a ultramar.

## Tercera fase: la Guerra de Guerrilles (setembre de 1900 – maig de 1902)
Al setembre del 1900, els britànics controlaven nominalment ambdues repúbliques, a excepció de la part nord del Transvaal. Però ben aviat van descobrir que només controlaven directament el territori que les seves columnes ocupaven físicament. Els comandants bòers adoptaren les tàctiques de guerrilla, inicialment llançant atacs contra les infraestructures, recursos i punts de subministraments, disminuint la capacitat operativa de l'exèrcit britànic.
Totes i cadascuna de les unitats de comando bòers van ser enviades al districte on havien sigut reclutats els seus membres, ja que podien obtenir suport dels habitants i tenien un coneixement personal del terreny i de les ciutats, la qual cosa els permetia viure de la terra. Les seves ordres consistien simplement a atacar als britànics sempre que fos possible, i llavors fugir i esvair-se abans que poguessin arribar els reforços enemics. Les grans distàncies permetien una gran llibertat de moviments als bòers i feia que pels 250.000 soldats britànics allà destinats fos impossible controlar el territori de manera efectiva només usant columnes. Tan bon punt com una columna britànica abandonava una ciutat o un territori, el control britànic d'aquella zona s'esvaïa.
Els comandos bòers eren especialment efectius durant la fase inicial de la guerra de guerrilles, ja que Roberts havia assumit que la guerra acabaria tan bon punt es capturessin les capitals bòers i es dispersessin els seus exèrcits. Molts soldats van ser redesplegats fora de la zona, i van ser substituïts per contingents de Milícia Imperial de menor qualitat, així com de cossos d'irregulars reclutats localment.
Des de finals de maig de 1900, els primers èxits de l'estratègia bòer van tenir lloc a Lindley (on uns 500 milicians es rendiren) i a Heibron (on es capturà un gran comboi i la seva escorta), així com en altres punts, resultant en 1.500 baixes britàniques en menys de 10 dies. Al desembre, De la Rey i Chistiaan Beyers atacaren una brigada britànica a Nooitgedacht. Com a resultat, Lord Kitchener organitzà 3 recerques extensives de De Wet, però sense èxit. Però, per la seva pròpia naturalesa, la guerra de guerrilles era esporàdica, pobrament planejada i amb un pobre objectiu més enllà de desgastar als britànics.

### La resposta britànica
Els britànics es veieren obligats a revisar les seves tàctiques de seguit. Es van concentrar en restringir la llibertat de moviments dels comandos bòers, així com en negar-los el suport local. Les línies ferroviàries s'havien demostrat com a línies vitals de comunicació i transport de subministraments, i quan els britànics avançaven per Sud-àfrica, usaven trens blindats i establien blocaus fortificats com a punts claus. Ara construïren nous blocaos (cadascun d'ells allotjava entre 6 i 8 soldats) i els fortificaven per protegir les rutes de subministraments contra els atacs bòers. Es van construir fins a 8.000 blocaos als voltants de les ciutats principals. Cadascun costava entre 800 i 1.000 lliures, i es trigaven uns 3 mesos per construir-los. Malgrat tot, demostraren ser molt efectius.

El sistema de blocaos requeria una xifra enorme de soldats dedicats al seu manteniment: es calcula que es van necessitar fins a 50.000 soldats (50 batallons) pels blocaus, una xifra molt més gran que els aproximadament 30.000 bòers que hi havia al camp durant l'època de la guerrilla. A més, s'usaren uns 16.000 africans en tasques de guàrdies armats i per patrullar les línies de nit. L'exèrcit enllaçà els blocaus mitjançant fil-ferro espinós, parcel·lant el camp. El Nou Model permetia que una línia contínua de tropes vigilés una zona a través de les línies de blocaos, a diferència de recórrer el país en columnes com es feia abans.

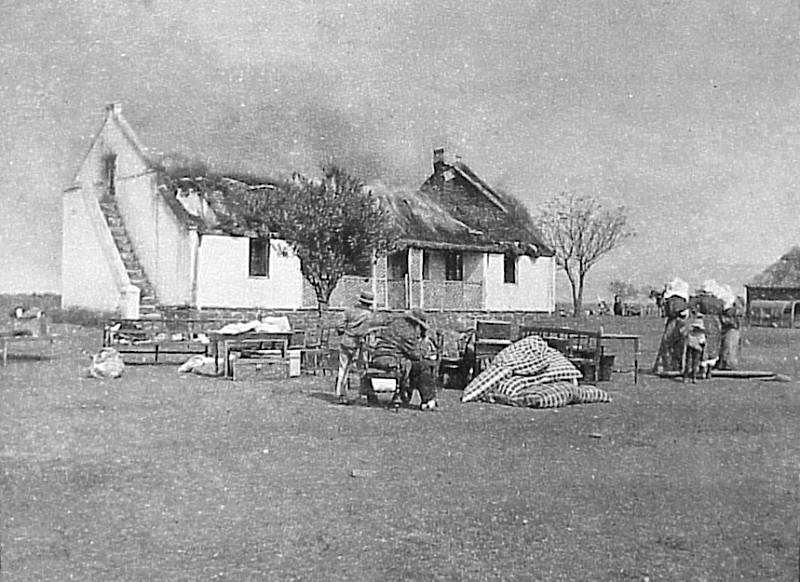
Una de les respostes britàniques a la guerra de guerrilles va ser una política de terra cremada per negar als guerrillers subministraments i refugi. A la foto, civils bòers contemplen la seva casa en flames.

Els britànics també implementaren una política de terra cremada, segons la qual marcaven com a objectiu qualsevol cosa que pogués servir als bòers, en vista de dificultar-los la seva supervivència. Mentre que les tropes britàniques avançaven pel territori, sistemàticament van destruir collites, ban cremar cases i granges, van enverinar els pous i van internar les dones, els nens i treballadors, tant bòers com africans, en camps de concentració. Finalment, els britànics també establiren les seves columnes muntades d'exploradors. Eren usades per perseguir als bòers que provaven d'alentir l'avanç de les columnes, tallant-los la retirada mentre que s'apropaven unitats majors. De les 90 columnes formades pels britànics per participar en aquestes missions hi havia una barreja de tropes britàniques i colonials (encara que els africans estaven en una franca minoria, estimant-se que van arribar a ser uns 20.000). Els britànics també usaren els trens blindats per traslladar forces arreu i disminuir el temps de reacció als incidents (com quan els bòers atacaven els blocaus o les columnes), o per enviar-los just on es retiraven les columnes bòers.

### Estat Lliure d'Orange

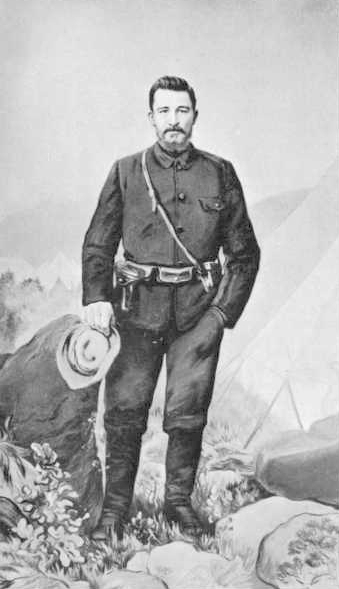
Christiaan de Wet estava considerat com el cap més formidable de les guerrilles bòer. Va evitar ser capturat en nombroses ocasions, i finalment va participar en les negociacions per a l'establiment de la pau

Mentre que els britànics ocupaven Pretòria, els combatents bòers a l'Estat Lliure d'Orange havien estat conduïts fins a una zona fèrtil coneguda com el Brandwater Basin, al nord-est de la república. Això els oferí un santuari temporal, mentre que els passos cap a les muntanyes podien ser ocupats pels britànics, tancant allà als bòers. Un cos a les ordres del General Archibald Hunter va marxar de Bloemfontein per aconseguir-lo al juliol del 1900. El nucli dur dels bòers, a les ordres de Christiaan de Wet, acompanyat pel President Steyn, deixà la zona abans. Els que es quedaren caigueren en la confusió i molts no aconseguiren marxar abans de quedar allà atrapats. Finalment, uns 4.500 bòers es rendiren, perdent-se molt equipament, però com que paral·lelament tingué lloc l'atac de Robert contra Kruger, aquestes pèrdues relativament tingueren escasses conseqüències i el nucli dur dels exèrcits bòers i els seus principals caps seguien al capdavant.Des de Basin, de Wet es dirigí cap a l'oest. Tot i que estava ple de columnes britàniques, tingué èxit en travessar el Vaal cap al Transvaal occidental, per permetre a Steyn viatjar per trobar-se amb els líders del Transvaal. Tornant a l'Estat Lliure d'Orange, de Vet inspirà una sèrie d'atacs amb èxit, patint només una derrota a Bothaville al novembre del 1900. Molts dels bòers que havien tornat a les seves granges, de vegades donant la seva paraula als britànics, tornaren a prendre les armes. A finals de gener de 1901, de Wet encapçalà una renovada invasió de la Colònia del Cap. Va tenir menys èxit, car no hi hagué un alçament general entre els bòers del Cap i els homes de De Wet es veieren dificultats pel mal temps i la persecució britànica. Finalment, amb prou feines van escapar a través del riu Orange.Des de llavors a fins als darrers dies de la guerra, de Wet restà comparativament quiet, en part perquè l'Estat Lliure d'Orange havia quedat totalment desolat pels britànics. A finals de 1901, de Wet superà un destacament britànic aïllat a Groenkop, causant-los un gran nombre de baixes. Això va fer que Kitchener llancés el primer del nou model d'atacs contra ell. De Wet escapà, però perdé 300 combatents.

### El Transvaal occidental
Els comandos bòers al Transvaal occidental van ser molt actius després de setembre del 1901. allà hi van tenir lloc diverses batalles d'importància entre setembre de 1901 i març de 1902. A Moedwillel 30 de setembre i de nou a Driefontein el 24 d'octubre, les tropes del General Koos de la Rey atacaren als britànics, però van haver de retirar-se després de la gran resistència oferta pels britànics.Fins al febrer, regnà un període de relativa tranquil·litat a la zona. Al febrer tingué lloc la major batalla de tota la regió: el 25, Koos de la Rey atacà una columna britànica a les ordres del tinent coronel S. B. Von Donop a Ysterspruit, prop de Wolmaransstad. Koos de la Rey va tenir èxit al capturar molts homes i un gran nombre de munició. Els atacs bòers van fer que Lord Methuen, el segon al comandament després de Lord Kitchener, mogués la seva columna de Vryburg a Klerksdorp per enfrontar-se amb de la Rey. El atí del 7 de març de 1902, els bòers atacaren la rereguarda de la columna de Methuen a Tweebosch. La confusió regnà a tot nivell a l'exèrcit britànic, i el mateix Methuen va resultar ferit i capturat pels bòers. Les victòries bòers a l'oest van fer que els britànics incrementessin l'acció. A la segona quinzena de març de 1902, es va enviar un gran nombre de reforços britànics cap al Transvaal occidental, a les ordres de Ian Hamilton. L'oportunitat que els britànics havien esperat arriba l'11 d'abril de 1902 a Rooiwal, quan un comando dirigit pel General Jan Kemp i pel comandant Potgieter atacaren un cos superior a les ordres de Kekewich. Els soldats britànics estaven ben posicionats al peu del turó i causaren grans pèrdues als bòers carregant a cavall des d'una gran distància, fent-los retrocedir. Aquest combat va marcar el final de la guerra al Transvaal occidental, així com la darrera gran batalla de la guerra.

### Transvaal oriental
En aquesta zona combateren dos cossos bòer; un al sud-est a les ordres de Botha, i l'altre al nord-est, als voltants de Lydenburg, comandat per Ben Viljoen. Les tropes de Botha eren molt actives, atacant vies fèrries i els combois britànics, fins a arribar a rellançar una invasió de Natal al setembre de 1901. Després de derrotar la infanteria muntada britànica a la batalla de Blood River Poort, prop de Dundee, Botha va ser obligat a retirar-se per les fortes pluges que van dificultar enormement els moviments i ferien els cavalls. De tornada al territori del Transvaal i prop del seu districte de Vryheid, Botha atacà una columna britànica a Bakenlaagte, mitjançant una càrrega. Una de les unitats britàniques més actives va quedar destruïda durant el combat. Això va fer que les tropes de Botha fossin un objectiu principal dels britànics, fins que Botha va haver-se de retirar prop de Swazilàndia.Al nord, Ben Viljoen va estar menys actiu. Les seves tropes no atacaren gaire i, per tant, l'enclavament bòer prop de Lydenburg no va ser atacat. Viljoen va acabar sent capturat.

### Colònia del Cap
En zones de la Colònia del Cap, particularment al districte de Cape Midlands, on els bòers formaven una majoria dels habitants blancs, els britànics sempre van témer un alçament general contra ells. De fet no hi hagué cap alçament, ni tan sols en els primers dies de la guerra quan els exèrcits bòers havien avançat a través d'Orange. La conducta caute d'alguns dels generals més antics de l'Estat Lliure d'Orange va ser un dels factors que van descoratjar els bòers del Cap d'unir-se a les repúbliques bòers. Però, malgrat tot, aquestes despertaven simpaties. Després d'escapar-se per l'Orange al març de 1901, de Wet deixà homes sota els caps rebels Kritzinger i Scheepers per a mantenir una campanya de guerrilles als Midlans. La campanya va ser una de les menys cavalleroses de tota la guerra, amb intimidacions constants d'ambdós bàndols cap als simpatitzants civils de l'altre. En un dels diversos combats, el petit comando del comandant Lotter va caure davant d'una força molt superior britànica a Groenkloof. Diversos rebels capturats, incloent a Scheepers (capturat mentre que jeia malalt d'apèndix) i a Lotter, van ser executats pels britànics per traïció o per crims capitals com l'assassinat de presoners o de civils desarmats. Algunes de les execucions van tenir lloc en públic, per aturar futures desafeccions. Com que la Colònia del Cap era territori imperial, les seves autoritats van prohibir que es cremessin granges o que els bòers fossin conduïts a camps de concentració.Tropes bòers de refresc, a les ordres de Jan Christiaan Smuts, arribaren per unir-se als rebels supervivents de Kritzinger, atacant al Cap al setembre de 1901. patiren nombroses dificultats, i els seus homes van ser pressionats per les columnes britàniques; però aconseguiren allunyar-se atacant als seus perseguidors a batalla d'Elands River i capturant-los l'equip. Fins al final de la guerra, Smuts incrementà les seves tropes fins als 3.000 homes; però no hi hagué cap alçament generalitzat i la situació al Cap restà tranquil·la.El gener de 1902, el cap bòer Manie Maritz va ser implicat a la massacre de Leliefonterin, al llunyà Cap nord.

## Cirurgia i medicina durant la guerra
Més de la meitat de les baixes britàniques durant la guerra van ser degudes a malaltia, especialment per la febre tifoïde, més que no pas per l'acció enemiga.

## Camps de concentració (1900-1902)

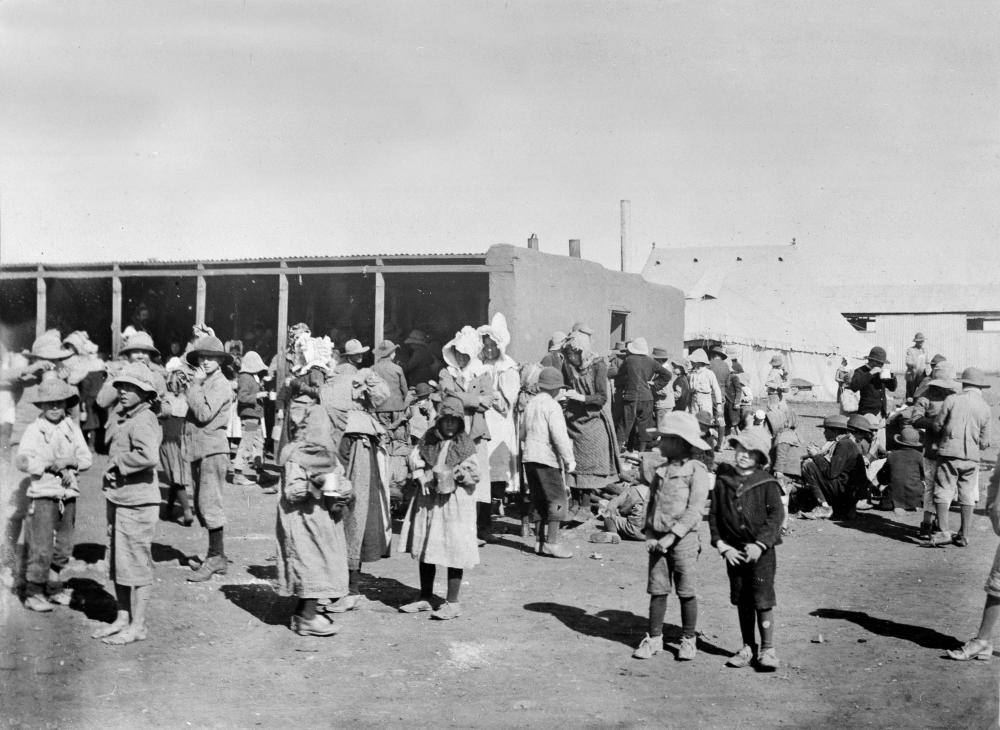
Dones i nens bòers a un camp de concentració.

El terme "camp de concentració" va ser usat per primer cop per descriure els camps gestionats pels britànics a Sud-àfrica durant la guerra. Els camps havien estat bastits inicialment per l'exèrcit britànic com a "camps de refugiats", per poder oferir refugi a les famílies que havien estat obligades a abandonar les seves llars per un motiu o altre de la guerra. Però Kitchener quan succeí a Roberts com a comandant en cap a Sud-àfrica el 29 de novembre de 1900, l'exèrcit britànic introduí noves tàctiques per vèncer la campanya de guerrilles, i el flux de civils augmentà com a resultat. Kitchener inicià plans per
| « | esborrar les guerrilles en una sèrie d'atacs sistemàtics, organitzats com un concurs de tir, l'èxit del qual es defineix pel recompte setmanal de morts, capturats i ferits, eliminant del país tot allò que pugui donar manteniment a les guerrilles, incloent les dones i els nens... És aquesta neteja de civils (per tota la nació), que dominarà la darrera fase de la guerra. | » |

A mesura que les granges bòers eren destruïdes pels britànics sota la política de terra cremada (incloent la destrucció sistemàtica de collites, la crema de cases i granges, l'enverinament dels pous i el salat dels camps) per evitar que els bòers poguessin rebre subministraments des d'una base local, desenes de milers de dones i nens van ser conduïts cap als camps de concentració. Aquesta no va ser la primera aparició dels camps d'internament: els espanyols havien usat els camps d'internament durant la Guerra dels Deu Anys, que portà a la Guerra Hispano-estatunidenca, i els Estats Units també els usaren durant la Guerra Filipino-Estatunidenca per acabar amb les tropes de la guerrilla. Però el sistema de camps de concentració durant la Segona Guerra Bòer va ser la primera vegada en que tot un país va ser marcat com a objectiu, a més de ser el primer en que regions senceres van quedar despoblades.
Van arribar a haver fins a 45 camps construïts pels interns bòers i 64 pels africans negres. Dels 28.000 bòers capturats com a presoners de guerra, 25.630 van ser enviats a ultramar. La immensa majoria dels bòers que van quedar als camps van ser dones i nens, dels quals uns 26.000 moririen.
Els camps eren pobrament administrats, i cada vegada estaven més superpoblats, especialment d'ençà que les tropes de Kitchnener implementaren l'estratègia de l'internament a gran escala. Les condicions eren terribles per a la salut dels interns, principalment per la pobre higiene i l'escassa sanitat. El subministrament de qualsevol cosa era molt difícil, en part pels atacs constants a les línies de comunicació per part dels bòers. Les racions de menjar eren magres, i es va arribar a reduir les racions de menjar a aquelles famílies els homes de les quals encara estaven lluitant. La pobre dieta, la higiene inadequada i la superpoblació portaren a la malnutrició i a les malalties endèmiques contagioses com el tífus o la disenteria, a les quals els nens eren particularment vulnerables. Un problema afegit era l'ús bòer de la medicina tradicional.
Com que molts africans esdevingueren refugiats a mesura que la guerra es movia i destruïa les seves granges, igual que els bòers, es desplaçaren cap a les ciutats on l'exèrcit britànic creà els camps d'internament. Subseqüentment, la política de terra cremada va ser aplicada tant a bòers com a africans. Encara que els africans negres no eren considerats hostils pels britànics, moltes desenes de milers fan ser expulsats a la força de les zones bòers i enviats a camps de concentració.
Els africans van ser separats dels bòers. Va haver fins a 64 camps pels africans. Les condicions eren tan dolentes per uns com per als altres, però quan després de la Comissió Fawcett presentà les seves conclusions i milloraren les condicions als camps bòers, aquestes millores eren molt més lentes als camps negres. Es creu que van morir fins a un 12% dels interns negres als camps, i se suposa que van arribar a ser internats fins a 107.000.

### Opinió pública i oposició política
Encara que a les eleccions generals del 1900, també conegudes com les eleccions caqui, van resultar la victòria del govern conservador per les recents victòries britàniques sobre els bòers, el suport popular ràpidament s'esfumà com si fos aparent que la guerra no seria fàcil i que seria incòmoda pel tractament que l'exèrcit donava als civils bòers. L'oposició pública i política a les polítiques governamentals respecte a Sud-àfrica i a favor dels civils bòers va tenir lloc al Parlament al febrer de 1901 en forma d'atac a la política, al govern i a l'exèrcit pel parlamentari Liberal David Lloyd George.
Emily Hobhouse, delegada del South African Women and Children's Distress Fund, visità diversos camps a l'Estat Lliure d'Orange des de gener de 1901, tornant al maig cap a Anglaterra a bord del Saxon. Alfred Milner, Alt Comissionat a Sud-àfrica, també havia embarcat al Saxon, però desafortunadament pels interessos tant dels interns als camps com pel govern britànic, no va tenir temps per Miss Hobhouse, veient-la com una simpatitzant dels bòers i una creadora de problemes. Al seu retorn, Emily Hobhouse va fer tot el que va poder per fer pública la situació dels interns als camps. Va aconseguir parlar amb el cap del Partit Liberal, Henry Campbell-Bannerman, qui es mostrà estar ultratjat per l'afer, però preferia no publicitar-ho, car el seu partit es bellugava entre els imperialistes i les faccions pro-bòers.
Els Liberals més radicals com David Lloyd George o John Ellis, sí que estaven disposats a treure l'afer al Parlament per tal d'erosionar al govern, la qual cosa van acabar fent. St John Brodrick, el secretari d'estat per la guerra conservador, primer va defensar la política del govern dient que els camps "simplement eren voluntaris" i que els bòers allà internats "estaven còmodes i contents", però no disposava d'estadístiques per donar-li suport i la seva declaració es mostrà inestable, perquè acaba recorrent a l'argument de "necessitat militar" i afirmà que s'estava fent tot el possible per assegurar unes condicions satisfactòries als camps.
Hobhouse publicà un informe al juny de 1901 que contradeia les afirmacions de Brodrick, i Lloyd George al govern de practicar una "política d'extermini dirigida contra la població bòer". Al juny de 1901, el cap de l'oposició, el Liberal Campbell-Bannerman, es llançà a l'assalt i respongué a la pregunta retòrica "Quan una guerra no és una guerra?" amb "quan és portada a terme mitjançant mètodes bàrbars a Sud-àfrica", referint-se igualment als camps com a les polítiques que els havien creat. L'informe Hobhouse creà rubors tant a la comunitat domèstica com internacional.

### La Comissió Fawcet[27]
Tot i que el govern guanyà còmodament el debat parlamentari amb un marge de 252 a 149, era evident que les crítiques augmentaven, així que es cridà a Kitchener perquè fes un informe detallat. Com a resposta, al juliol de 1901 s'enviaren estadístiques completes dels camps. A l'agost, era clar tant pel govern com per a l'oposició que els pitjors temors de Miss Hobhouse s'estaven confirmant, amb 93.940 bòers i 24.457 africans negres deportats als camps de refugiats, i la crisi estava esdevenint una catàstrofe a causa del fet que les taxes de mortaldat eren cada cop més altes, especialment entre els nens.
El govern va respondre al creixent clamor nomenant una comissió. La Comissió Fawcet, tal com va ser coneguda, esdevingué única pel seu temps, car només estava formada per dones, encapçalada per Millicent Fawcett, qui posteriorment esdevindria la líder del moviment sufragista, i que llavors era Liberal Unionista, que donava suport al govern. Entre agost i desembre de 1901, la Comissió Fawcet realitzà una gira pels camps a Sud-àfrica. Mentre que el govern considerava que la Comissió faria un informe que es podria usar per silenciar les crítiques, finalment va acabar confirmant tot el que Emily Hobhouse havia dit. De fet, les conclusions de la Comissió encara van anar més lluny, ja que insistia que s'havien d'incrementar les racions i que s'havien d'enviar més infermeres immediatament, i incloïa una llarga llista de mesures pràctiques dissenyades per millorar les condicions dels camps. Millicent Fawcett va ser molt clara en expressar la seva opinió que gran part de la catàstrofe havia tingut lloc només perquè no s'havien observat les regles d'higiene més elementals.
Sota la pressió, el Secretari Colonial Joseph Chamberlain ordenà al novembre de 1901 a Arthur Milner que s'assegurés que "s'estaven fent tots els passos necessaris per reduir la taxa de mortaldat". Les autoritats civils prengueren el comandament dels camps de Kitchener i l'exèrcit britànic i, al febrer de 1902, la taxa anual de mortaldat entre els nadons blancs davallà del 6,9% al 2%, taxa que arribava a ser fins i tot inferior a la que hi havia en diverses ciutats britàniques en aquells moments.
Però tot i això, el mal ja estava fet. Un informe posterior a la guerra va concloure que 27.927 bòers (els quals 24.074 eren nens -la meitat de la població infantil bòer- menors de 16 anys) havien mort de fam i malalties als caps de concentració.
Les millores, a més, trigaren molt més a arribar als camps negres. Es creu que aproximadament un 12% dels nascuts als camps negres va morir; però es desconeix el nombre real de morts als camps de concentració negre, encara que algunes xifres senyalen els 107.000. S'ha de senyalar, a més, que Emily Hobsouse i la Comissió Fawcet només es preocuparen dels camps on estaven internats els bòers, i ningú no va parar atenció sobre el que estava passant als camps on estaven internats els refugiats negres.

### La política de Kitchnerer i el debat de postguerra
S'ha afirmat que no va ser una política genocida deliberadament'; sinó que va ser el resultat d'una desastrosa mancança de mires i d'incompetències a l'alta jerarquia militar britànica. Ferguson també argumenta que Kitcher volia tant les morts de les dones i els nens als camps, com les dels Dervishes després d'Omdurman o la dels seus propis soldats malalts de tífus als hospitals de Bloemfontein.".

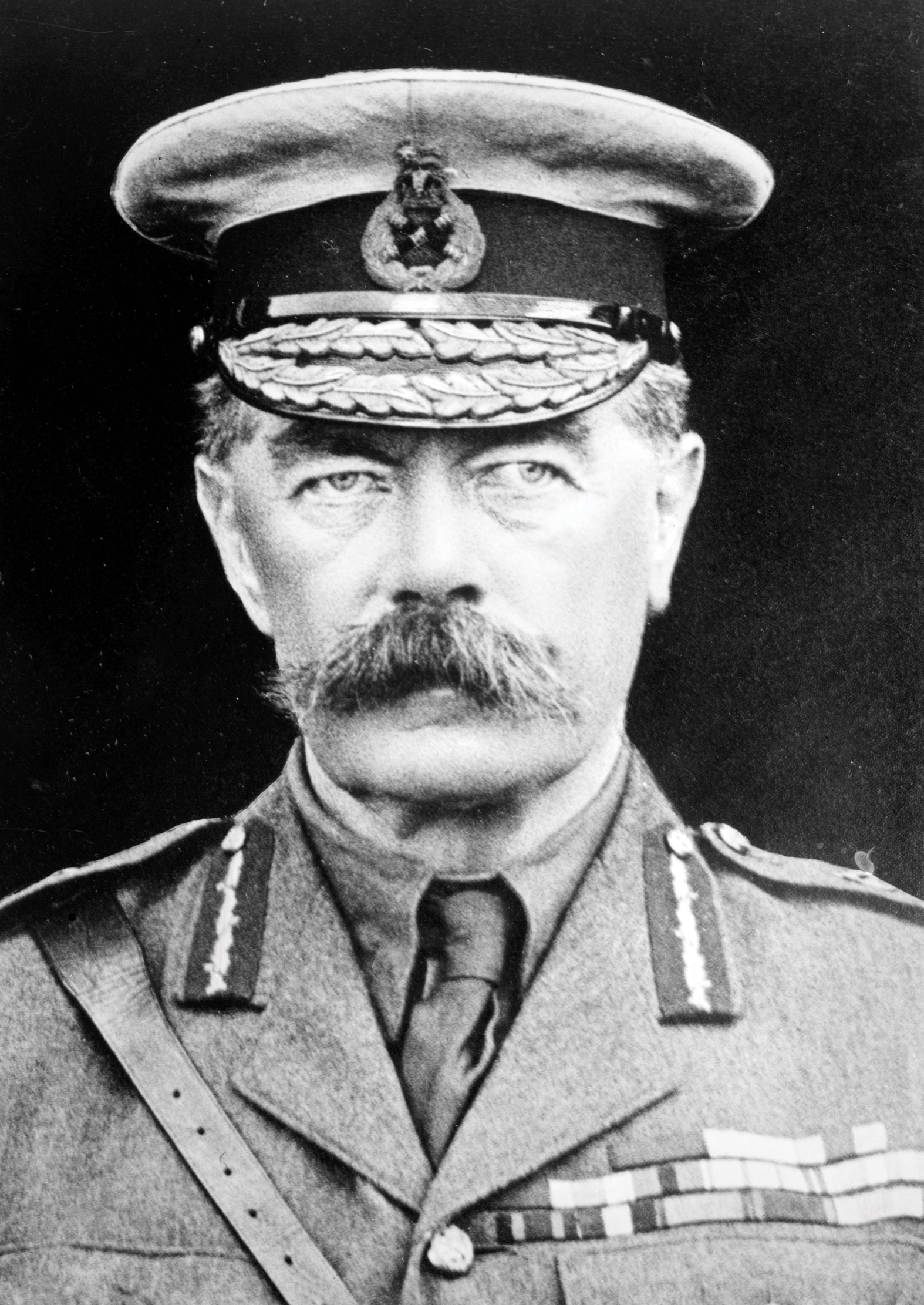
Lord Kitchener

No obstant això, per Kitchener i pel comandament britànic que visquessin o morissin 154.000 bòers i africans als camps era la darrera de les seves prioritats davant dels objectius militars. Mentre que la Comissió Fawcet redactava les seves recomanacions, Kitchener va escriure a St John Brodrick defensant la seva política i afirmant que els nous colons bòers no havien de patir per la fam. Això no era apropiat quan tot el país s'havia vist devastat per la política de terra cremada i el nou model de tàctiques contra-insurgents estava a tota màquina.

## El final de la guerra
Cap al final de la guerra, les tàctiques britàniques de contenció i fustigament començaren a donar resultats contra les guerrilles bòers. La coordinació de la intel·ligència esdevingué cada cop més eficient, amb informes regulars dels observadors als blocaus, com de les unitats de patrulla i dels africans de les zones rurals; a més del fet que la política de terra cremada començava a fer efecte. Les tropes de Kitchener finalment començaren a afectar seriosament la capacitat combativa dels bòers, així com la seva capacitat de maniobra, dificultant cada cop més als combatents bòers i a les seves famílies la supervivència.
Tant els bòers com els britànics temien les conseqüències d'armar als africans. Els records de la guerra Zulú i d'altres conflictes tribals encara estava fresc, i tots reconeixien que el bàndol guanyador després hauria de combatre amb les conseqüències d'una militarització massiva de les tribus. A més, hi havia una mena d'acord no escrit conforme aquella guerra era un afer d'homes blancs. Al final, els oficials britànics instruïren als magistrats blancs de la Colònia de Natal per procurar que els Zulu ama-khosi restessin neutrals, i el President Kruger envià emissaris demanant-los que es mantinguessin fora. Tot i això, en alguns casos hi va haver un gran involucrament dels africans (majoritàriament lluitant amb els britànics, voluntària o involuntàriament). Al final de la guerra, molts negres havien estat armats i havien mostrat una valentia remarcable en càrrecs com missatgers, exploradors, vigies als blocaus o auxiliars. Les estadístiques oficials no són confliables pel que fa a les xifres de negres que van servir com a combatents o no-combatents, o des que van morir als camps de concentració. Molts combatents negres van ser llançats a tombes sense marcar, mentre que molts dels superintendents dels camps de concentració no registraven els naixements.
Després de la guerra, el govern britànic va fer un gran esforç per tal de conciliar l'opinió bòer fins al punt de rebutjar el reconeixement oficial a la contribució militar feta pels negres mitjançant la concessió de medalles de campanya. Regnava l'opinió que els bòers se sentirien insegurs i irritats per un exèrcit format per negres, i concedir-los medalles hagués perjudicat l'estabilitat de la regió. La inseguretat bòer i l'afavoriment dels interessos bòers per part del govern britànic portà molta amargor, i assentà les polítiques racials a la regió.
Els britànics van oferir termes de pau en diverses ocasions, principalment al març de 1901, però van ser rebutjades per Botha. La darrera rendició bòer tingué lloc al maig de 1902, i la guerra acabà amb el Tractat de Vereeniging, signat el 31 de maig de 1902. Encara que els britànics poguessin considerar que havien guanyat, aquesta victòria tenia un cost, i els bòers reberen £3.000.000 per la reconstrucció, i se'ls prometé un autogovern limitat el 1907 i el 1907. el tractat marcà el final de la República Sud-africana i de l'Estat Lliure d'Orange com a repúbliques independents i les situà dins de l'Imperi Britànic com a Colònia de Transvaal i Colònia del riu Orange respectivament. El 1910, la Unió de Sud-àfrica esdevingué un membre de la Commonwealth.
La guerra havia causat unes 75.000 morts: 22.000 soldats britànics (7.792 en combat, la resta per malaltia); entre 6.000 i 7.000 combatents bòers i, principalment en camps de concentració, entre 20.000 i 28.000 civils bòers (principalment dones i nens), i potser uns 20.000 negres (tant al camp de batalla com als camps de concentració). Durant la guerra es concediren 78 Creus Victòria (la màxima i més prestigiosa condecoració a les forces armades britàniques per valentia davant l'enemic) als soldats britànics i colonials.

## Després de la guerra i anàlisi

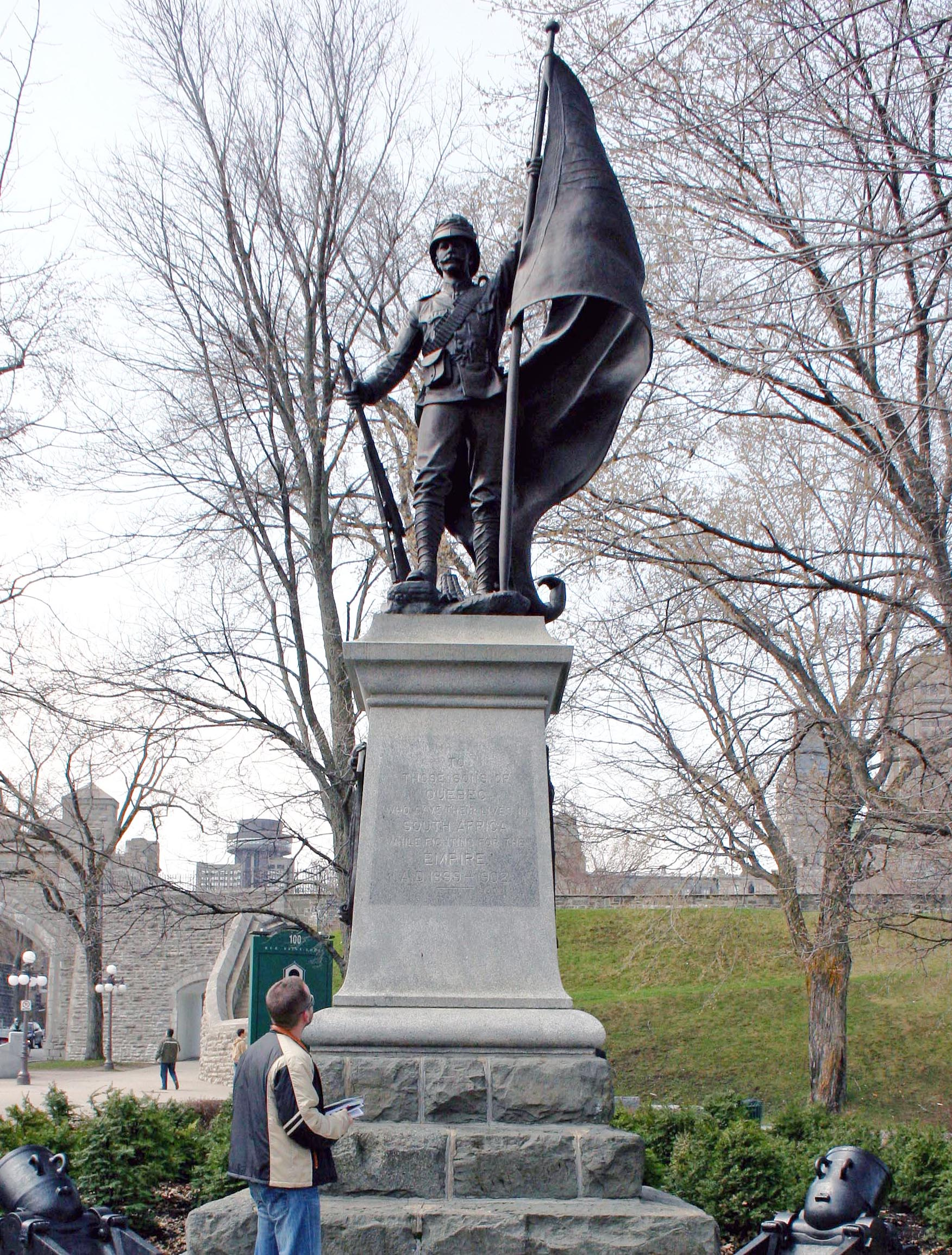
Memorial als ciutadans del Quebec que van caure a la Segona Guerra Bòer

La Segona Guerra Bòer forma una llarga ombra sobre la història de la regió sud-africana. La societat predominantment agrària de les antigues repúbliques Bòers va quedar profundament i fonamental afectada per la política de terra cremada de Roberts i Kitchener. La devastació de les poblacions tant negres com bòers als camps de concentració i durant la guerra i l'exili van tenir un efecte definitiu sobre la demografia i la qualitat de vida a la regió. Molts exiliats i antics presoners no podien tornar a les seves granges, i alguns que ho van fer van descobrir que van haver d'abandonar-les perquè s'havien tornat ermes.

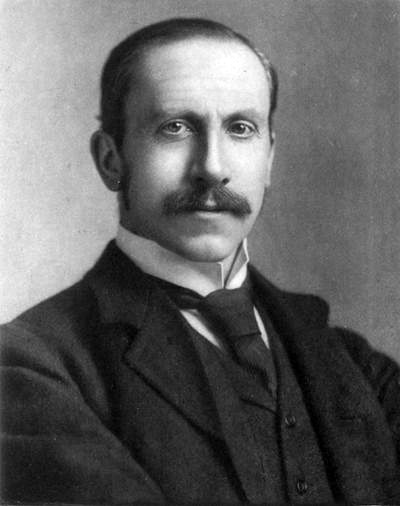
Lord Alfred Milner, Alt Comissionat britànic de Sud-àfirc. Milner va ser en part responsable de l'inici de la guerra i tingué un paper al procés de pau i a la futura creació de la Unió de Sud-àfrica.

L'administració de la reconstrucció de postguerra va estar presidida per Lord Milner i el seu Milner's Kindergarten. Aquest petit grup de funcionaris haurien de tenir un efecte profund a la regió, dirigint-la cap a la creació de la Unió de Sud-àfrica.
Les tècniques i lliçons de contrainsurgència (la restricció de moviments, la contenció de l'espai, senyalar com a objectiu tot i tothom que hagués pogut donar suport a les guerrilles, la coordinació de la intel·ligència i la recerca d'aliats nadius) apreses durant la guerra van ser usades pels britànics (i per altres exèrcits) en futures campanyes de guerrilles, incloent l'ofensiva contra els comunistes malais durant l'Emergència de Malàisia.
Molts dels bòers es refereixen a la guerra com la segona de les Guerres d'Alliberament. Els bòers més resistents volien seguir la lluita, sent coneguts com els "bittereinders" (els irreconciliables), i cap al final de la guerra, un grup de combatents bòers com Deneys Reitz preferí l'exili a signar una pau que comportava l'aliança amb Gran Bretanya. Durant la dècada següent, molts tornaren a Sud-àfrica i mai no signaren la pau. Alguns, com Reitz, van acceptar el nou statu quo, però d'altres no van poder-ho fer.

### La Unió de Sud-àfrica
Un dels successos més importants de la dècada posterior a la guerra va ser la creació de la Unió de Sud-àfrica (posteriorment la República de Sud-àfrica). Demostrà ser un aliat clau per a la Gran Bretanya com a Domini de l'Imperi Britànic durant les dues Guerres Mundials. A l'esclat de la Primera Guerra Mundial, va haver-hi una crisi al país quan el govern encapçalat per Louis Botha i d'altres antics combatents bòers com Jan Smuts declararen el seu suport al Regne Unit i acordaren enviar tropes per capturar i conquerir la colònia alemanya de l'Àfrica Sud-occidental alemanya (l'actual Namíbia). Molts bòers s'oposaren a lluitar per Gran Bretanya, i especialment contra Alemanya, que havia simpatitzat amb la seva lluita; esclatant una revolta coneguda com la Revolta de Maritz. Va ser ràpidament sufocada el 1916, i els caps bòers relativament se'n van sortir lleugerament (especialment comparats amb el destí dels rebels irlandesos, que van ser executats), amb només penes d'empresonament amb uns màxims de 6 ó 7 anys. Dos anys després, la majoria van ser alliberats, mentre que Louis Botha reconeixia el valor de la reconciliació.
Posteriorment, el nucli més amarg es concentraria formant el Partit Nacional, que prengué el poder el 1948 i que dominà l'esfera política sud-africana fins a inicis de la dècada dels 90, sota el sistema de l'apartheid.

## Efectes de la guerra en la política domèstica britànica
Molts nacionalistes irlandesos simpatitzaren amb els bòers, veient-los com un poble oprimit per l'imperialisme britànic (igual que els succeïa a ells). Els miners irlandesos del Transvaal formaren el nucli de dos comandos irlandesos des de l'inici de la guerra. La segona brigada irlandesa va ser comandada per un australià d'orígens irlandesos, el coronel Arthur Lynch. A més, petits grups de voluntaris irlandesos van anar a Sud-àfrica a lluitar amb els bòers (malgrat que hi havia tropes irlandeses lluitant juntament amb els britànics). A la Gran Bretanya, la facció Pro-Bòer va expandir-se amb escriptors (com G. K. Chesterton), que sovint van idealitzar la societat bòer.
La guerra també accentuà els perills de la política britànica de no-aliament i marcà encara més el seu aïllament. A les eleccions generals del 1900, també conegudes com les eleccions caqui, van ser guanyades pel Primer Ministre Lord Salisbury, ajudant-se de les recents victòries a la guerra. En aquells moments hi havia molt d'entusiasme per la guerra.
Però el suport públic s'esvaí ràpidament quan es va fer palès que la guerra no seria pas fàcil de guanyar, la qual cosa contribuí a la derrota espectacular dels conservadors el 1906. L'opinió pública estava escandalitzada per les tàctiques de terra cremada i per les condicions de vida als camps de concentració. També era evident que al Regne Unit hi havia grans problemes de salut pública: un 40% dels reclutes britànics no eren aptes pel servei militar. A partir d'aquí s'incrementà la preocupació del govern per l'estat dels pobres a Gran Bretanya.
Havent conquerit el país en una guerra prolongada, l'electorat donà un dur veredicte a les primeres eleccions després del final de la guerra. Blafour, successor del seu oncle Lord Salisbury el 1903 immediatament després de la guerra, va encapçalar el Partit Conservador a la victòria en dues eleccions locals, però va ser derrotat el 1906.
La guerra i la postguerra van tenir repercussions per tot l'Imperi. La importació i ús de treballadors xinesos (coneguts com a Coolies), especialment per a les seves mines d'or, efectuada pel nou governador Lord Milner, com a mà d'obra és barata per evitar contractar treballadors locals i evitar les vagues, causà rebombori a Anglaterra i a Austràlia. Els treballadors xinesos sovint eren mantinguts en condicions brutals, rebent un magre salari i quedant aïllats de la població local (les revelacions d'homosexualitat entre ells i la població local i els serveis de prostitutes crearen un escàndol públic). Alguns creuen que aquest esclavatge xinès pot veure's pel cansament públic de la guerra.

### Els cavalls

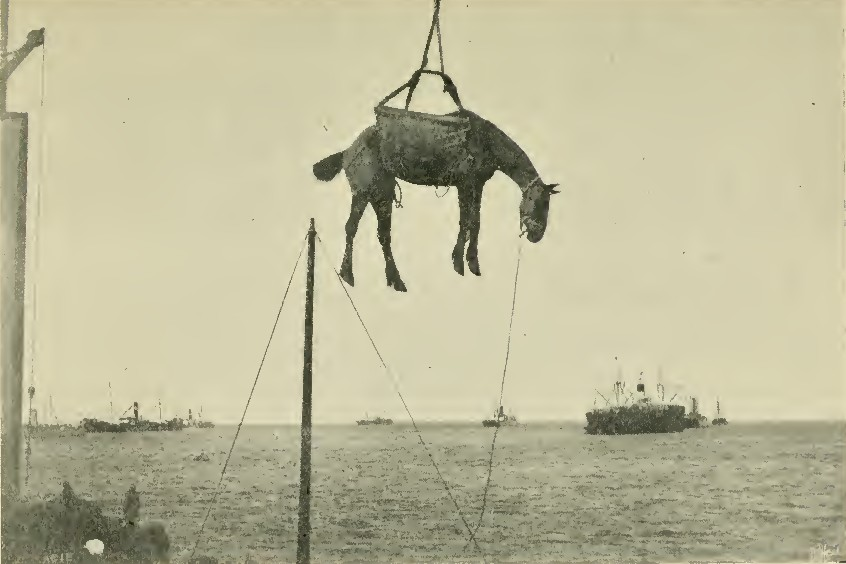
Un cavall destinat a servir a la guerra, sent descarregat a Port Elizabeth

El nombre de cavalls morts durant la guerra no tenia precedents a la guerra moderna. Per exemple, al relleu de Kimberley, la cavalleria francesa va perdre fins a 500 cavalls en un únic dia. Els motius són diversos, com carregar als cavalls amb un equip pessat i innecessari, no es donava descans ni un període d'aclimatació als cavalls després d'un llarg viatge per mar i, al final de la guerra, una cura pobre per part d'unes tropes muntades inexpertes i un escàs control per part dels estats majors. L'esperança de vida d'un cavall des de la seva arribada a Port Elisabeth només era de sis setmanes. El Memorial del Cavall a Port Elizabet és un tribut als 300.000 cavalls que van morir duran el conflicte.

## Participació de l'Imperi Britànic

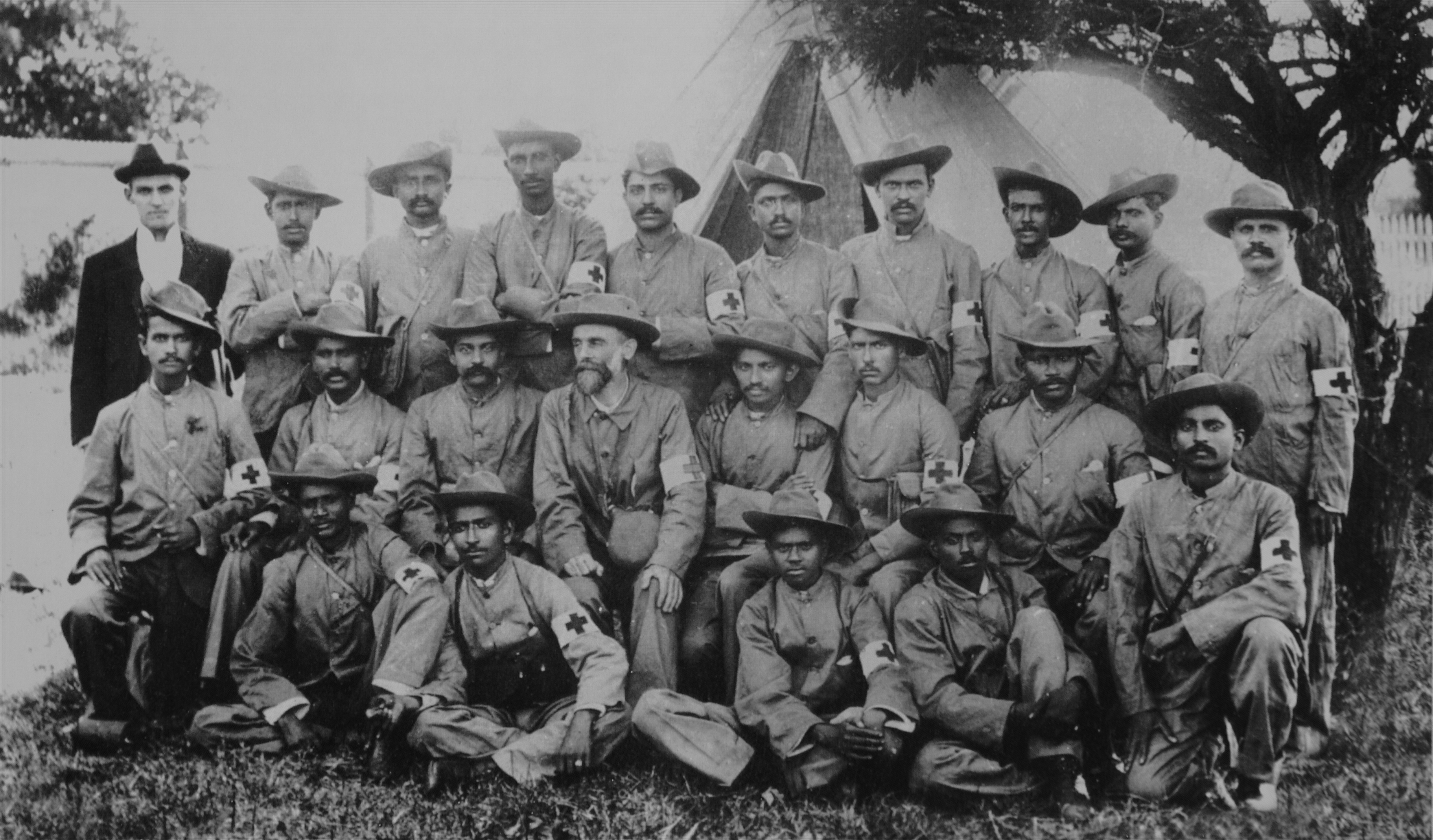
Camillers del Cos d'Ambulàncies Indi durant la guerra, incloent al futur líder indi Mohandas Karamchand Gandhi (filera central, cinquè des de l'esquerra).

La immensa majoria de les tropes combatents de l'exèrcit britànic provenien del Regne Unit. No obstant això, un gran nombre era originari d'altres parts de l'Imperi Britànic i posteriorment de la Commonwealth. Aquests països tenien les seves pròpies disputes internes sobre si havien de seguir lligades a la Gran Bretanya o si tenir plena independència, la qual cosa creà un debat sobre si s'havien d'enviar tropes per donar suport al Regne Unit. Encara que no tenien d'una independència plena en afers exteriors, aquests països sí que tenien governs locals sobre fins a quin punt es podia enviar un suport i de quina mida, així com de quina manera s'havia d'enviar. Finalment, Canadà, Austràlia i Nova Zelanda van enviar voluntaris per donar suport al Regne Unit. Austràlia envia el major contingent de tropes, seguida pel Canadà. També van crear-se contingents de tropes des de Colònia del Cap i la Colònia de Natal. Alguns combatents bòers, com Jan Smuts o Louis Botha, eren tècnicament britànics, ja que respectivament eren originaris del Cap i de Natal.
Van haver molts voluntaris originaris de l'Imperi que no havien estat triats pels contingents oficials dels seus països i que van viatjar fins a Sud-àfrica per formar unitats privades, com el Canadian Scouts o els Doyle's Australian Scouts. També van haver algunes unitats voluntàries europees provinents de l'Índia o Ceilan, ja que el govern britànic rebutjava als no-blancs. Aquestes comunitats, això no obstant, no van ser gaire recompensades pels seus serveis; sinó que en canvi, van marcar la pauta per la que l'Imperi reorganitzaria als seus homes durant les dues guerres mundials.

### Austràlia
Entre 1899 i 1901, les sis colònies autogovernades australianes van enviar els seus propis contingents per servir a la Guerra Bòer. Gran part de la població de les colònies era originària de la Gran Bretanya, i el fet d'ajudar al seu país d'origen va ser un reclam per a molts. Després, quan les colònies van formar la Commonwealth d'Austràlia el 1901, el nou govern envià contingents a la guerra. La Guerra Bòer es va convertir, doncs, en la primera guerra on va combatre la Commonwealth australiana. Però també s'ha de remarcar que van haver australians combatent amb els bòers.
El clima i la geografia de Sud-àfrica eren molt més semblants als d'Austràlia que no pas a cap altra regió de l'Imperi, així que als australians no els costà adaptar-se a la regió, amb tropes lluitant com a fusellers muntats. En total, fubs a 16.463 homes van lluitar als contingents australians, segons els comptes oficials. A més, entre 5 i 700 homes van lluitar en contingents irregulars. En total, dels 20.000 australians participants van morir uns 1.000: 267 per malaltia i 251 van morir en acció o per les ferides rebudes. 43 homes van ser donats per desapareguts. Les condemnes i execucions de dos tinents australians (Breaker Morant i Peter Handcock) el 1902, i l'empresonament d'un tercer (George Witton), van tenir un escàs impacte a l'opinió pública australiana, malgrat que després van esdevienir llegendes. Després de la guerra, els australians farien una campanya per tot l'imperi per aconseguir l'alliberament de Witton, i posteriorment, per anul·lar les condemnes de Morant i Handcock.

### Canadà

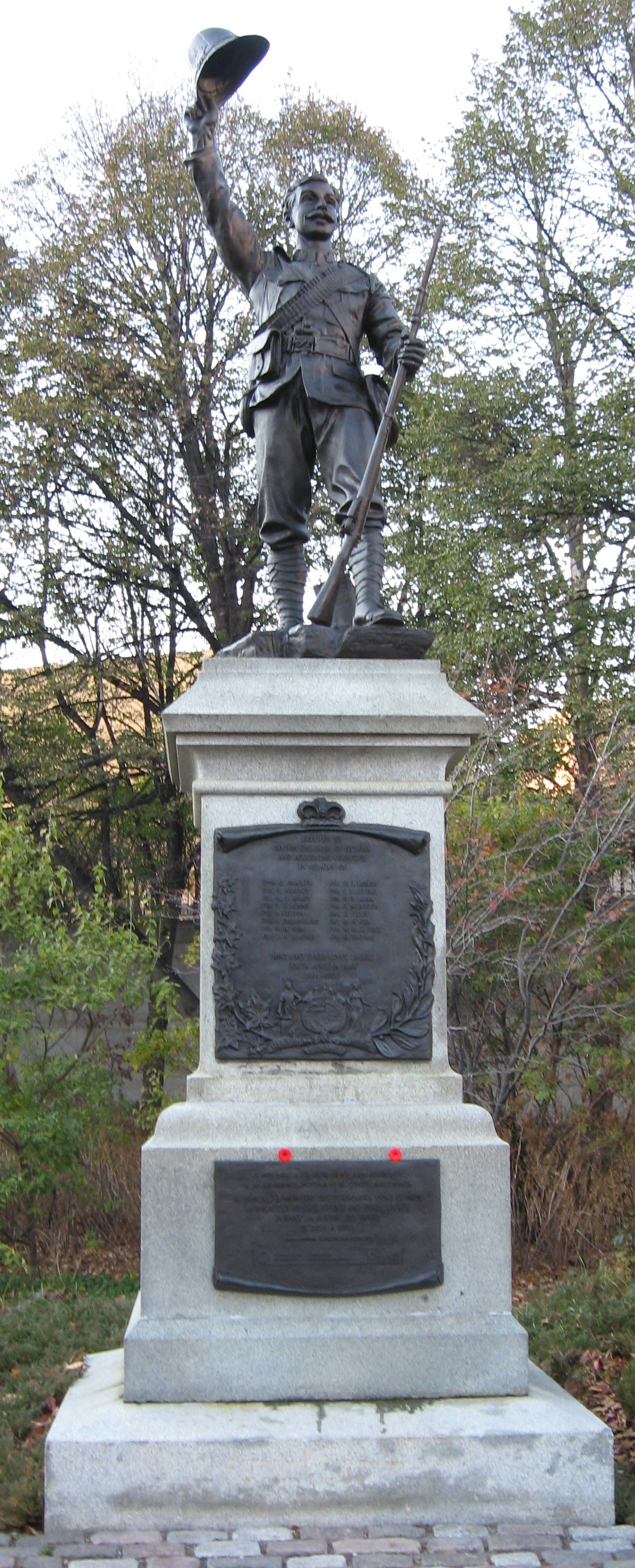
Memorial pels soldats canadencs caiguts durant la guerra d'Ottawa

En un inici, el Primer Ministre Canadenc Sir Wilfrid Laurier va intentar mantenir al Canadà fora de la guerra. El govern estava dividit entre aquells que preferien mantenir-se apartats de la guerra (els franco-canadencs) i els que volien lluitar (principalment els anglo-canadencs). Finalment, Laurier es va comprometre acordant que els contingents enviats en suport dels britànics només estarien formats per voluntaris. El Regne Unit seria responsable de pagar a aquests homes, així com de comprometre's a tornar-los al Canadà al final del seu servei. La Guerra Bòer va ser la primera ocasió en que grans contingents canadencs lluitaven (alguns havien lluitat a la Guerra de Crimea i a l'Expedició del Nil.
El contingent canadenc va rebre 4 Creus Victòria: Lieutenant Turner, Lieutenant Cockburn, Sergeant Holland i Arthur Richardson., d'un contingent format per 8.600 homes. Aproximadament, 267 homes van morir a la guerra: 89 van morir en combat, 135 de malaltia, i la resta van morir accidentalment o ferits. 252 van quedar ferits.

### Nova Zelanda
Quan l'esclat de la guerra semblava imminent, el govern neozelandès oferí el seu suport. El 28 de setembre de 1899, el Primer Ministre Richard Seddon preguntà al Parlament si aprovaven oferir al govern imperial un contingent de fusellers muntants, sent així la primera colònia britànica que envià tropes a la guerra bòer.
Quan arribà la pau dos anys i mig després, uns 6.500 neozelandesos en 10 contingents de voluntaris havien lluitat a la guerra, a més de metges, infermeres, veterinaris i un petit grup de mestres d'escola. 70 neozelandesos van morir en acció, i 158 van morir per malalties.

### Sud-àfrica
Durant la guerra, a l'exèrcit britànic també hi havia contingents notables de sud-africans. Hi havia grans comunitats d'immigrants anglo-parlants a Natal i a Colònia del Cap (principalment a Ciutat del Cap i a Grahamstown), que formaren unitats voluntàries. En una etapa de la guerra, una Divisió Colonial a les ordres del Brigadier Edward Brabant, va participar en la invasió de l'Estat Lliure d'Orange.Posteriorment, Lord Kitchener provà de formar una força de policia bòer, com a part dels seus esforços per pacificar el territori i reconciliar-se amb la comunitat bòer. No obstant això, els membres d'aquest cos no van trigar a ser considerats traïdors pels bòers. Els bòers que provaren de mantenir-se neutrals i donaren la seva paraula als britànics reberen el malnom de "hensoppers" (mans alçades)